# Ligne 10 du métro de Paris
Vous lisez un « article de qualité » labellisé en 2009.  Il fait partie d'un « bon thème ».
La ligne 10 du métro de Paris est une des seize lignes du réseau métropolitain de Paris. Son parcours traverse d'est en ouest les quartiers situés sur la rive gauche de la Seine dans la moitié sud de Paris, ainsi que le quartier d'Auteuil et la ville de Boulogne-Billancourt, reliant les stations Gare d'Austerlitz à Boulogne - Pont de Saint-Cloud.
La ligne 10, dont le parcours est entièrement souterrain, est longue de 11,7 kilomètres et comporte vingt-trois stations. Son histoire est liée à celle des lignes 7, 8 et 13. Une partie de la section d'origine est reprise par la ligne 13 ; elle utilise une partie de la ligne 7 pendant plus d'un an et enfin reprend le tronçon occidental de la ligne 8 quand celle-ci change de terminus pour Balard. Elle est l'une des lignes du métro de Paris dont le tracé évolue le plus au cours de son histoire. Les parois des tunnels de cette ligne ont la particularité d'être peintes en blanc, ce qui lui confère une luminosité que l'on ne trouve nulle part ailleurs sur le réseau.
La ligne a transporté un peu plus de quarante-six millions de voyageurs en 2018, et se situe en quatorzième position sur le réseau pour son trafic. C'est la moins fréquentée du réseau, mis à part les deux courtes lignes 3 bis et 7 bis.

Plan de la ligne.

## Histoire

### Chronologie
- 13 juillet 1913 : ouverture du tronçon Beaugrenelle - Opéra, sous la désignation ligne 8.
- 30 septembre 1913 : prolongement à l'ouest jusqu’à Porte d'Auteuil, sous la désignation ligne 8.
- 30 décembre 1923 : ouverture de la ligne 10 entre Invalides et Croix-Rouge (aujourd'hui fermée).
- 10 mars 1925 : prolongement à l'est jusqu’à Mabillon.
- 14 février 1926 : prolongement à l'est jusqu’à Odéon.
- 15 février 1930 : prolongement à l'est jusqu’à Place d'Italie.
- 7 mars 1930 : prolongement à l'est jusqu’à Porte de Choisy.
- 26 avril 1931 : détachement du tronçon Place Monge - Porte de Choisy, exploité désormais par la ligne 7 ; fermeture du tronçon Maubert - Mutualité - Place Monge (Jardin des Plantes - Arènes de Lutèce), remplacé par Maubert - Mutualité - Jussieu.
- 1937 : détachement du tronçon Porte d'Auteuil - La Motte-Picquet - Grenelle de la ligne 8 vers la ligne 10, elle-même prolongée depuis Duroc ; le tronçon Duroc - Invalides est confié à la ligne 14 de l'époque qui fusionnera plus tard avec la ligne 13.
- 12 juillet 1939 : prolongement à l'est jusqu’à Gare d'Austerlitz, le terminus actuel.
- 3 octobre 1980 : premier prolongement à l'ouest jusqu’à Boulogne - Jean Jaurès, second terminus.
- 2 octobre 1981 : prolongement à l'ouest jusqu’à Boulogne - Pont de Saint-Cloud, second terminus.
- 15 décembre 1988 : réouverture de la station Cluny - La Sorbonne.

### La desserte d'Auteuil
La ligne 10 du métro résulte de la réunion de deux tronçons, est et ouest, qui faisaient autrefois partie de lignes distinctes. Le tronçon ouest, de La Motte-Picquet - Grenelle à Porte d'Auteuil a initialement fait partie de la ligne 8.
La ligne 8 est la dernière ligne créée dans le cadre de la concession du 30 mars 1898. Elle consiste à relier Opéra à la Porte d'Auteuil via Grenelle. En mars 1910, on décide d'appliquer à la ligne le concept d'embranchement qui vient d'être inauguré avec la ligne 7 et une branche partant de la station Grenelle vers la porte de Sèvres (aujourd'hui Balard) est ajoutée au tracé. Les trains seront envoyés alternativement sur les deux branches.

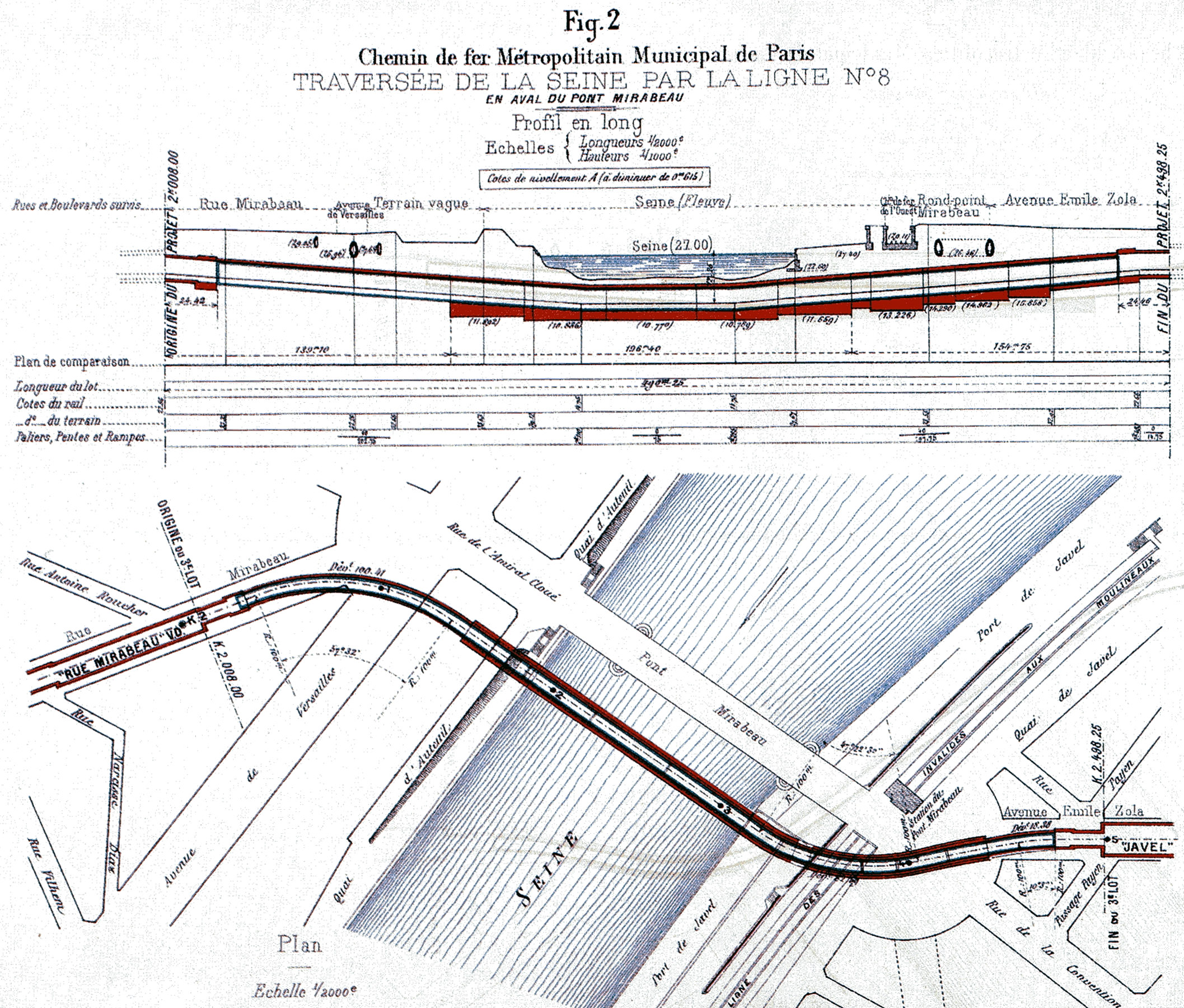
Profil en long et en plan de la traversée sous-fluviale au pont Mirabeau.

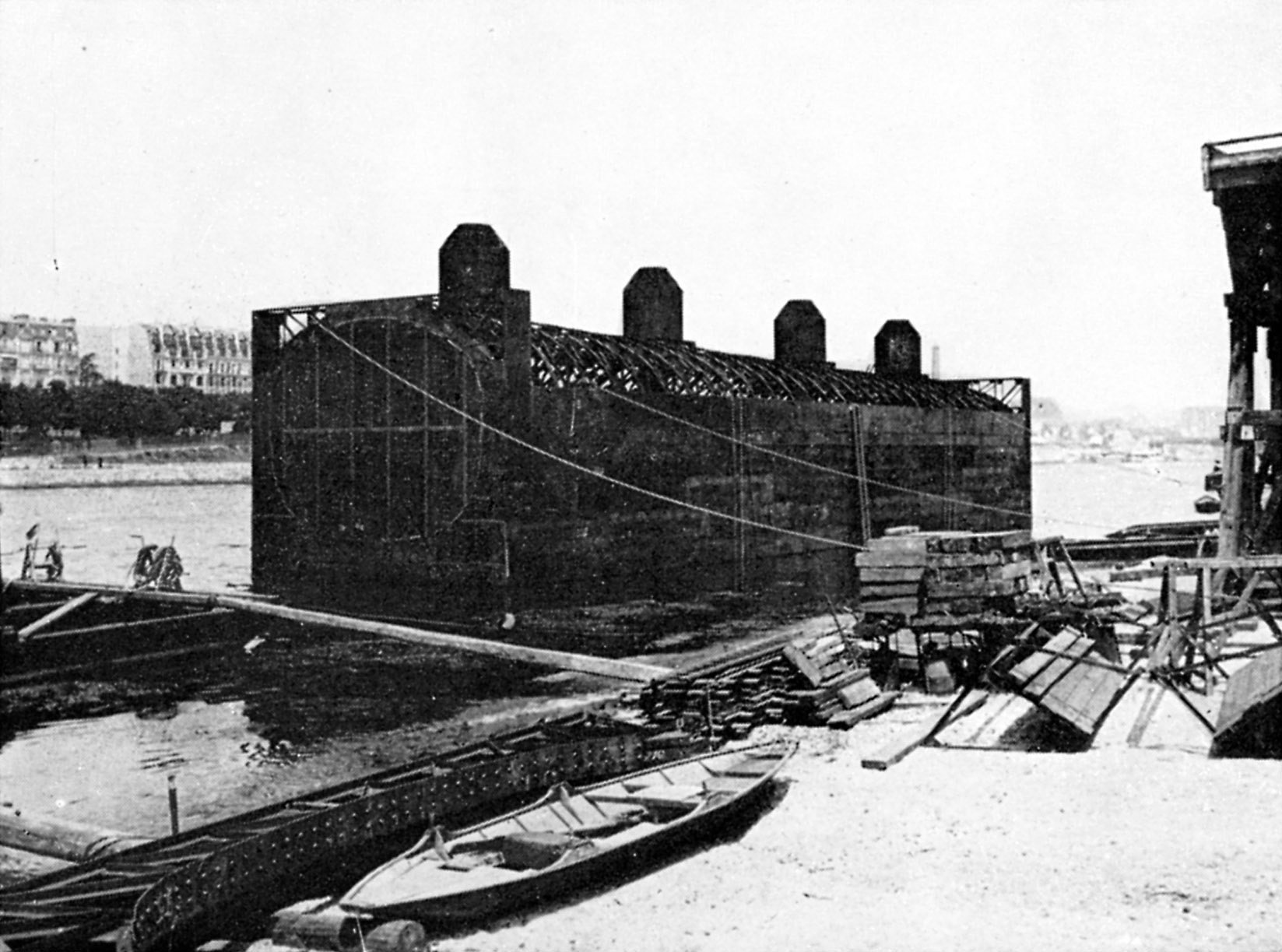
Le fonçage des caissons dans la Seine à hauteur du pont Mirabeau, vers 1908.

Les travaux commencent en avril 1908 par la réalisation des traversées sous-fluviales de la Seine entre les stations Concorde et Invalides, d'une part, et à hauteur du pont Mirabeau, d'autre part. Le premier chantier se termine en janvier 1911 après un retard dû à l'inondation du chantier durant la crue historique de la Seine en 1910.
La traversée à hauteur du pont Mirabeau, en alignement droit, s'effectue selon la méthode du fonçage vertical. Le tunnel sous la Seine est constitué de cinq caissons, de 35 à 44 mètres de longueur, assemblés préalablement sur le quai de Javel. Le tunnel sur la rive gauche est creusé en utilisant la méthode des galeries boisées, à travers un sous-sol constitué de craie et de marnes de Meudon. Il comporte un cuvelage de fonte posé sous une voûte en maçonnerie. La construction du tunnel sur la rive droite est plus délicate à cause des terrains alluvionnaires de moins bonne tenue : il faut foncer trois autres caissons qui sont assemblés sur le rond-point Mirabeau. La présence de la ligne de chemin de fer Invalides - Versailles, actuelle ligne C du RER, impose des travaux particulièrement difficiles. Un dernier caisson est enfoui dans une fouille pratiquée sous la voie, le manque de hauteur imposant, de plus, de mettre en place l'ossature et le cuvelage au fur et à mesure de la mise en place du caisson. Les travaux commencés en août 1907 ne s'achèvent qu'en 1913, car ils sont également retardés par l'inondation de 1910.
Le tronçon Invalides - Javel, qui ne présente pas de difficultés particulières, est achevé dès 1910. La station Grenelle est construite selon une configuration particulière de station double, qui permet tout à la fois d'envoyer les trains vers Auteuil et vers l'embranchement prévu vers la porte de Sèvres sur un niveau à quai unique, et de recevoir les trains des deux branches en sens inverse autour d'un quai central à un autre niveau.
Sans attendre l'achèvement des travaux au pont Mirabeau, la ligne est ouverte au public le 13 juillet 1913 entre les stations Beaugrenelle et Opéra et le 30 septembre 1913 pour le prolongement à Porte d'Auteuil. En 1914, la ligne 8 comprend quinze stations entre Porte d'Auteuil et Opéra.

### Naissance de la ligne 10

Carte de la ligne lors de son ouverture.

Le principe de ligne circulaire, retenu au début des années 1900, prévoyait la réalisation d'une ligne dite Ceinture intérieure des Invalides aux Invalides : ce tronçon de 11,7 kilomètres est concédé en 1907 sous le nom ligne 10.
Sur la rive droite, la ligne circulaire doit emprunter les voies de la ligne 8 et dans cette optique des raccordements complexes sont réalisés sous l'esplanade des Invalides, avec construction d'une vaste boucle de rebroussement. Mais en octobre 1912, le principe de ceinture intérieure est abandonné : la ligne 10 doit désormais relier les Invalides à Bastille par la rive gauche de la Seine.
Les travaux du tronçon Invalides - Croix-Rouge commencent en 1913 pour se terminer le 18 mars 1920. Mais la perspective d'une rentabilité douteuse sur un tronçon aussi court desservant des quartiers peu actifs conduit la Compagnie du chemin de fer métropolitain de Paris (CMP) à en ralentir l'équipement pour reporter au maximum l'ouverture et le déficit qui en résultera. Mise en demeure par la Ville, la compagnie ouvre finalement la ligne à l'exploitation le 30 décembre 1923. La nouvelle ligne 10 comporte six stations, toutes voûtées. Elle emprunte les rues du Four, de Sèvres et le boulevard des Invalides avec un coude très prononcé à Duroc.
Mais cette ligne se révèle effectivement un désastre financier pour la CMP, avec en moyenne à peine mille voyageurs par jour et par station : le terminus Croix-Rouge n'enregistre que quatre cents voyageurs quotidiens, tandis que la station Varenne, la moins fréquentée du réseau tout entier, voit passer trois cents voyageurs par jour. La ligne 10 est alors exploitée par dix rames de trois voitures, deux motrices 500 encadrant une remorque de première classe, qui, compte tenu du trafic insignifiant du tronçon, laissent place par la suite à de simples motrices seules équipées de deux loges de conduite.

### Une vague de prolongements à l'est

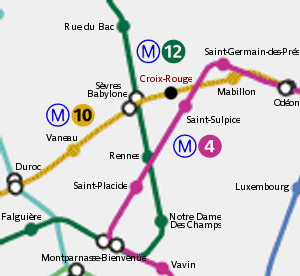
Localisation de la station Croix-Rouge.

Les travaux sur la ligne se poursuivent en 1923 entre Croix-Rouge et Odéon soit neuf cents mètres et deux stations. Ce petit prolongement apporte néanmoins un trafic non négligeable grâce à sa nouvelle correspondance avec la ligne 4. La ligne atteint la station Mabillon le 10 mars 1925 puis Odéon le 14 février 1926,.
La Ville de Paris décide en 1925 l'achèvement de trois lignes dont la 10. Pour cette dernière, plusieurs scénarios sont examinés. Il est d'abord envisagé de prolonger la ligne jusqu'à la Bastille via la place Jussieu, comme cela était prévu dans le cadre de la réalisation de la ligne circulaire. Mais l'abandon de ce dernier projet rend cette extension moins utile et elle présente de plus l'inconvénient de nécessiter une traversée sous-fluviale très proche de celle prévue pour la ligne 7 en amont du pont de Sully. Finalement, la Ville choisit de limiter provisoirement la ligne à Jussieu, sur la rive gauche, en prévoyant une correspondance avec la ligne 7.
Compte tenu des difficultés que présente la construction d'une traversée sous-fluviale et la durée de sa construction, on envisage, dès 1927, de relier à la ligne 10 le prolongement de la ligne 7 en cours de réalisation du sud de Jussieu à Porte de Choisy. Dans cette optique, on décide de créer un raccordement à double voie entre les stations Maubert de la ligne 10 et Place Monge de la future ligne 7, afin que les rames de la ligne 10 empruntent provisoirement ce tronçon de la ligne 7, en attendant l'achèvement du tunnel sous-fluvial qui réunira les tronçons nord et sud de cette ligne.
Le tunnel du boulevard Saint-Michel à la porte de Choisy est livré par la Ville à la CMP en novembre 1929. En moins de trois mois, la voie est posée, l'éclairage installé et les accès sont réalisés. La ligne 10 arrive à Place d'Italie le 15 février 1930 puis le 7 mars de la même année à Porte de Choisy et emprunte les voies de la future ligne 7. La ligne comporte avant le grand remaniement dix-neuf stations.
Le tracé du nouveau tronçon de la ligne est parallèle à celui de lignes de transport de surface particulièrement chargées. La ligne 10 connaît donc une rapide hausse de fréquentation. Cependant, son tracé tortueux cantonné à la rive gauche ne répond pas à un besoin de transport défini, et nombre de voyageurs quittent la ligne pour emprunter les correspondances, en particulier avec la ligne 5 à Place d'Italie ou la ligne 12 à Sèvres - Babylone, afin de se rendre sur la rive droite. La section occidentale Sèvres - Invalides demeure très peu fréquentée.

### Les remaniements de lignes des années 1930

Schéma des remaniements de lignes en 1937.

En même temps que se réalise la traversée sous-fluviale de la ligne 7, le tunnel de la ligne 10 de Maubert à Jussieu est réalisé. Le tracé franchit le raccordement se dirigeant vers Monge par un saut-de-mouton. Le 21 avril 1931, le tunnel sous-fluvial de la ligne 7 est achevé ainsi que la station Jussieu. La réalisation de cette station a nécessité des travaux considérables compte tenu de sa situation sous la halle aux vins, emplacement de l'actuel campus universitaire de Jussieu. Les cuves sont soutenues par des berceaux de béton prenant appui de chaque côté des piédroits. Les quais des lignes 7 et 10 sont accolés.
Le 21 avril 1931 se déroule la modification de l'exploitation des deux lignes : la ligne 7 est prolongée de Sully - Morland sur la rive droite, à Porte d'Ivry, et les rames de la ligne 10 abandonnent le tronçon méridional de la ligne 7 au profit de celle-ci et empruntent la nouvelle voie jusqu'à Jussieu. À cette occasion, la station Cardinal Lemoine est ouverte. Le trafic de la ligne 10 diminue fortement, mais devient également plus équilibré entre ses tronçons.
La ligne subit sa plus grosse modification dans la partie ouest en 1937 avec un impact sur plusieurs lignes. D'une part le tracé de la ligne 10 ne répond pas aux attentes d'un nombre suffisant de voyageurs ; d'autre part, l'achèvement du réseau avec la construction de la section La Motte-Picquet à Balard prévu par la concession, ainsi que la création de la ligne 14 restent à réaliser. Ces considérations amènent le Conseil municipal de Paris à décider lors de sa séance du 9 décembre 1932 de réaliser plusieurs extensions et d'effectuer une restructuration partielle des lignes.
La ligne 8 a un nouveau terminus à Balard et l'ancienne section de la ligne 8 comprise entre La Motte-Picquet et Porte d'Auteuil est rétrocédée à la ligne 10. Or, la ligne a jusque-là pour terminus Invalides ; la section entre les stations Duroc et Invalides est alors récupérée par ce qui était à l'époque la ligne 14 : Porte de Vanves - Bienvenüe (aujourd'hui tronçon de l'actuelle ligne 13).

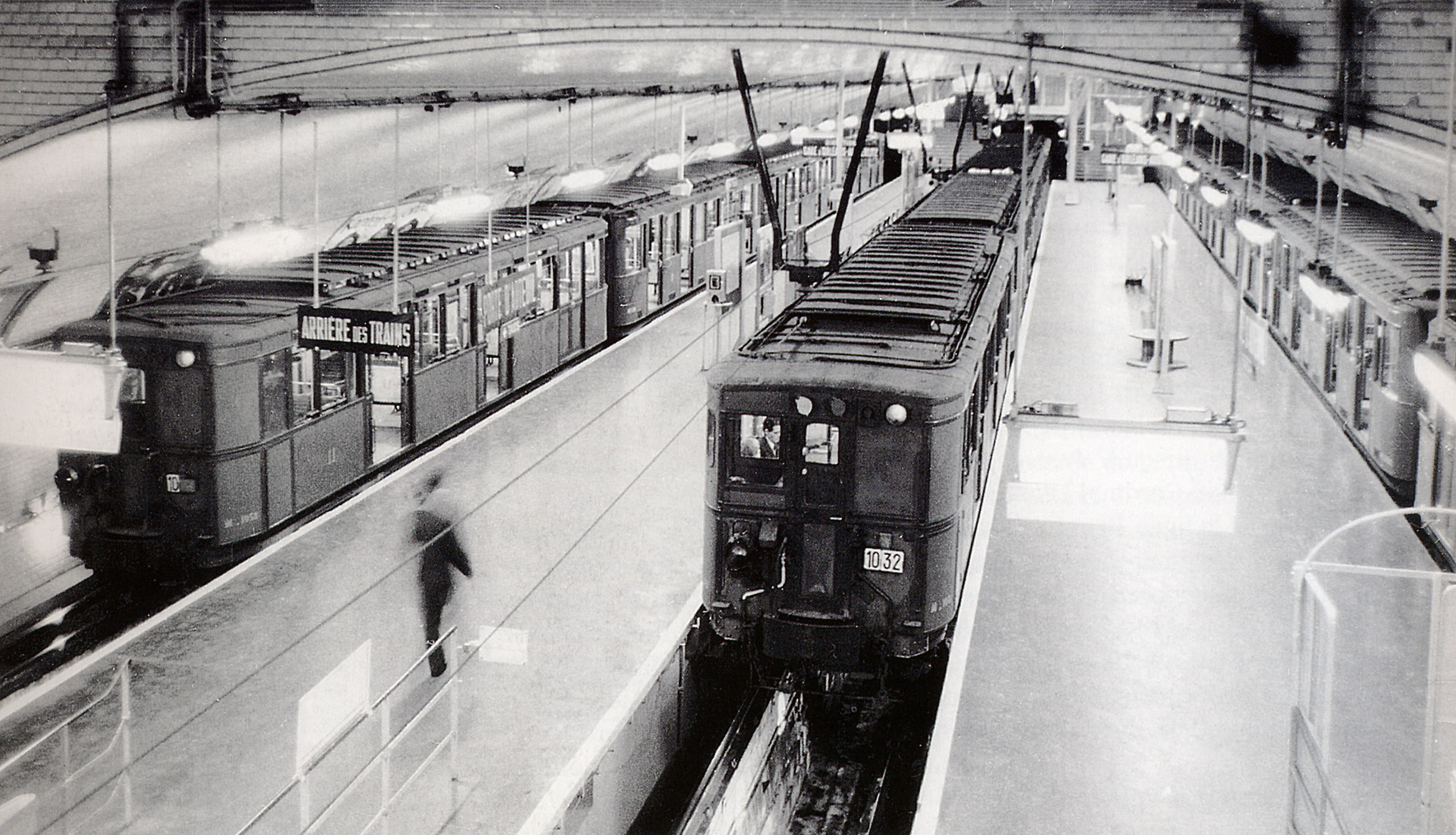
Rames Sprague-Thomson à quatre voitures au terminus Porte d'Auteuil.

Les travaux sont lancés fin 1934. Un nouveau tronçon relie la station La Motte-Picquet, à l'ouest, à Duroc, à l'est, avec une nouvelle station intermédiaire, Ségur. La reconfiguration du tracé des trois lignes est prévu dès le départ afin de minimiser la gêne sur l'exploitation lorsque le changement sera mis en œuvre. Le basculement se déroule pour l'essentiel en une seule nuit, du 26 au 27 juillet 1937. Cette nuit-là, les équipes enlèvent les voies de la ligne 10 dans le coude de Duroc, tandis que d'autres modifient les voies à La Motte-Picquet. Au même moment, d'autres équipes modifient les panneaux indicateurs de toutes les stations concernées, ainsi que les plans de ligne en station comme dans les voitures. Le matin du 27 juillet, la ligne 10 est coupée en deux : de Jussieu à Duroc d'une part, et de La Motte-Picquet à Porte d'Auteuil. Le 29 juillet, le service est finalement assuré de Porte d'Auteuil à Jussieu.
La ligne 10 s'approche désormais progressivement de sa configuration actuelle. L'objectif est de relier Porte d'Auteuil à la Gare d’Orléans - Austerlitz afin de former une transversale est-ouest plus cohérente. Le prolongement jusqu'à cette gare est long de 1,027 kilomètre. Il est engagé en 1934, mais les travaux se révèlent difficiles à cause de la proximité de la Seine et des voies du chemin de fer Austerlitz - Gare d'Orsay sous lequel une partie du tunnel doit s'engager. L'infrastructure est réalisée le 14 septembre 1938, et le prolongement est ouvert au public le 12 juillet 1939,.
En septembre 1939, la Seconde Guerre mondiale éclate et les stations Croix-Rouge et Cluny, considérées comme trop proches d'autres stations, ferment. La ligne comporte alors vingt stations. Le 3 juin 1940, le bombardement des usines Citroën endommage le tunnel de la ligne 10 entre Chardon-Lagache et Mirabeau. L'exploitation de la ligne est en conséquence limitée au tronçon Gare d'Orléans - Austerlitz - Beaugrenelle, station qui sera rebaptisée Charles-Michels en 1945. Trois jours plus tard, une navette sur voie unique est assurée de Beaugrenelle à Porte d'Auteuil. Le service normal est rétabli dès le 8 juin.

### Un prolongement à l'ouest

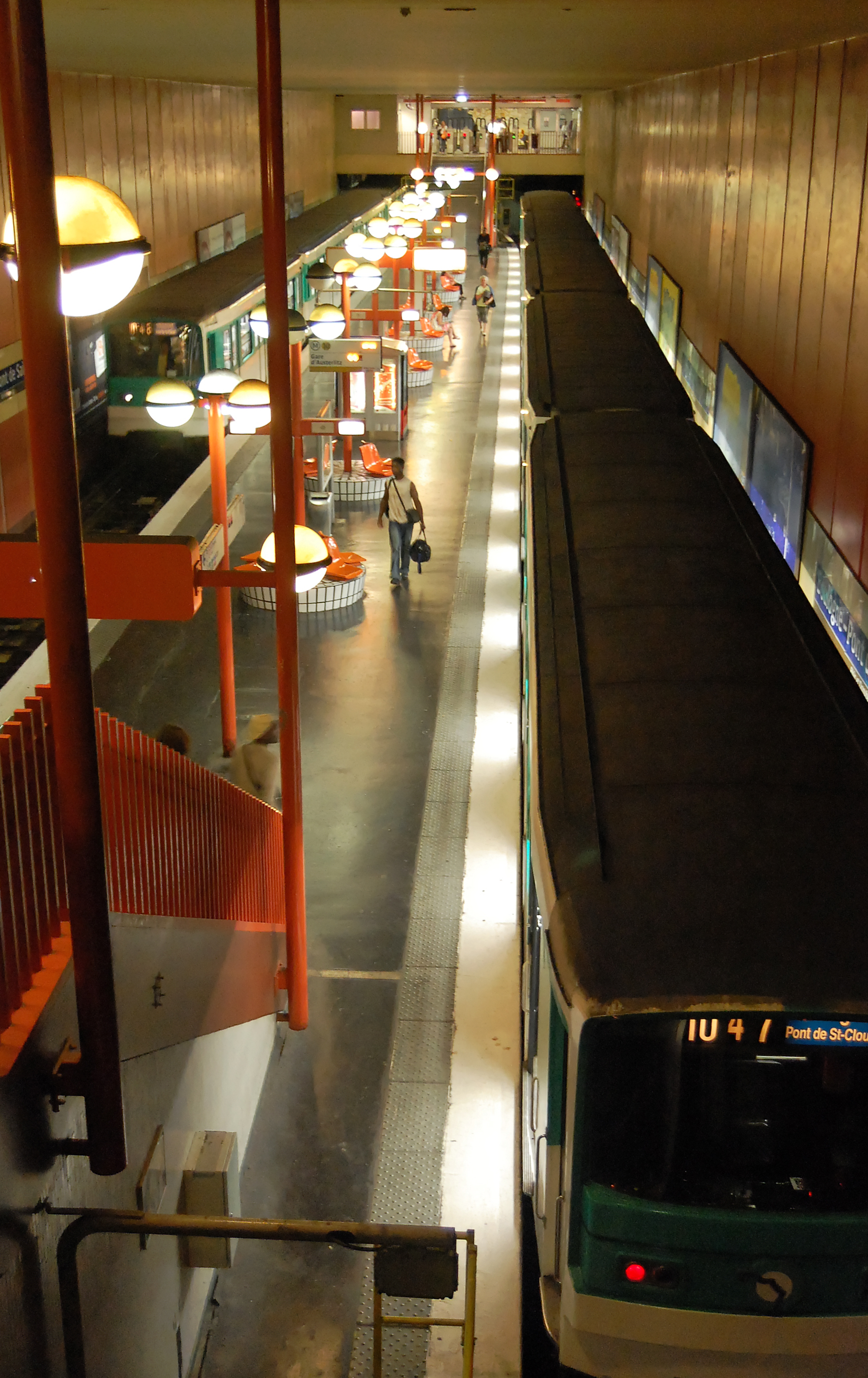
La station Boulogne - Pont de Saint-Cloud.

Il faut attendre quarante ans pour qu'un nouveau projet de prolongement voie le jour : celui-ci a pour objectif d'assurer une meilleure desserte de la ville de Boulogne-Billancourt. Bien que déjà traversée plus au sud par la ligne 9, cette extension se justifie, car cette commune de banlieue est la plus peuplée d'Île-de-France après Paris et sa superficie est relativement importante.
Les travaux du prolongement, qui comportent 2,3 kilomètres et deux nouvelles stations, débutent en février 1977 et sont réalisés pour l'essentiel à ciel ouvert. Les deux stations sont à quai central à cause de l'étroitesse de la voirie de surface, large de seulement douze mètres. Cette caractéristique impose un mode de construction particulier afin d'éviter toute déstabilisation des immeubles adjacents, par tassement du terrain. La couche de craie de bonne tenue permet la réalisation préalable des piédroits dans une saignée, suivi d'une pré-voûte prenant appui dessus. L'excavation se poursuit dans la tranchée à l'abri de la dalle. Le tunnel à double voie se raccorde à la boucle d'Auteuil par deux tunnels à voie unique. Pour la première fois sur le réseau parisien, le terminus ne comporte pas d'arrière-gare à cause du manque de place, les manœuvres s'exécutant en avant-gare. La mise en service de ce tronçon, entièrement souterrain, se fait en deux étapes : le premier prolongement jusqu'à Boulogne - Jean Jaurès est inauguré le 3 octobre 1980, le deuxième tronçon jusqu'à Boulogne - Pont de Saint-Cloud est ouvert le 2 octobre 1981. La desserte de Boulogne n'est au début assurée que par un train sur deux ; l'autre train retourne vers l'est via la boucle d'Auteuil. Après 18 h 40, tous les trains parcourent l'ensemble de la ligne,.
Lors de l'ouverture de la gare de Saint-Michel - Notre-Dame de la ligne B du RER en février 1988, la station Cluny - La Sorbonne, fermée en 1939, est rouverte après cinquante ans de fermeture pour assurer une correspondance avec les lignes B et C du RER.
La ligne est modernisée en 1974 avec la mise en place du PCC. En 1975, le matériel Sprague-Thomson est remplacé par le matériel articulé de la ligne 13, matériel lui-même totalement remplacé le 15 juin 1994 par les MF 67. Il s'agit de la seule ligne, en dehors des courtes lignes de rabattement 3 bis et 7 bis, non dotée du pilotage automatique, car le matériel articulé circulant à l'époque de l'équipement des lignes du réseau n'était pas compatible avec cette technologie. Lors du remplacement du matériel articulé par du matériel compatible, il est estimé que la faiblesse du trafic ne justifie pas l'investissement nécessaire à son installation.

## Tracé et stations

### Tracé
La ligne 10 mesure 11,712 kilomètres pour vingt-trois stations plus une station « fantôme », Croix-Rouge, fermée en 1939. Elle est entièrement souterraine.
Au terminus de Boulogne - Pont de Saint-Cloud (Rhin et Danube), en raison de la proximité de la Seine, il n'y a pas d'arrière-gare, les trains sont reçus alternativement de chaque côté du quai et repartent directement dans l'autre sens. En raison de l'étroitesse de la rue du Château, sous laquelle passe la ligne, les stations Boulogne - Pont de Saint-Cloud et Boulogne - Jean Jaurès n'ont qu'un quai central utilisé pour les deux directions. Après cette dernière station, l'interstation est longue de 1 600 mètres pour rejoindre la boucle d'Auteuil. La voie 1 (direction Austerlitz) doit successivement passer sous le boulevard périphérique, puis sous les voies de connexion à l'atelier d'Auteuil et de la voie Murat avant de remonter pour desservir la station Michel-Ange - Molitor. Pour ce faire, elle utilise des rampes autant pour la descente que la montée de 40 ‰ (quatre mètres pour cent mètres). La voie 2 (direction Boulogne) se sépare de la boucle au niveau de l'avenue du Général-Sarrail avec un coude et une pente de 40 ‰.
La boucle d'Auteuil se situe dans le quartier d'Auteuil ; la voie 1 et la voie 3 de la boucle encadrent le quai central de Michel-Ange - Molitor. Ensuite passant au-dessus des voies de la ligne 9, les voies fusionnent avant l'arrivée à Chardon-Lagache, à quai unique. Enfin, la voie 1 parvient à la station Mirabeau puis s'en va vers Austerlitz.

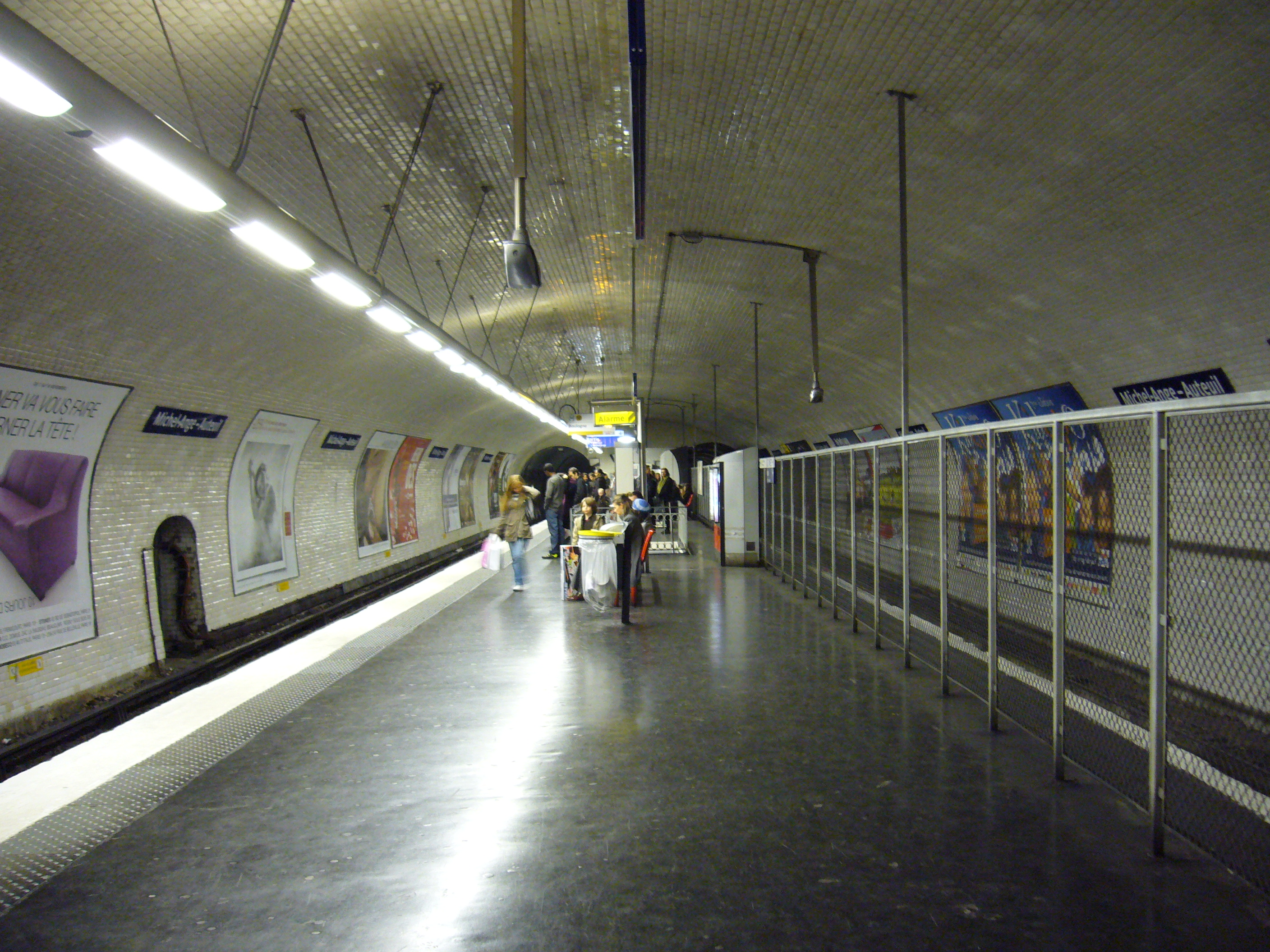
La station Michel-Ange - Auteuil. La voie de droite sert de raccordement avec la ligne 9.

La voie 2 venant d'Austerlitz a un profil très particulier et ne dessert pas la station Mirabeau qu'elle franchit par une forte rampe due à la grande profondeur de la ligne après la traversée de la Seine et au fait que, pour atteindre la station Église d'Auteuil, la voie doit remonter au plus près des fondations de l'église d'Auteuil. Ensuite, la voie 2 de la ligne passe au-dessus des voies de la ligne 9 et arrive à la station Michel-Ange - Auteuil qui est à quai central encadrée par la voie 2 et la voie H servant de raccordement avec la ligne 9. Arrivées à Porte d'Auteuil, les voies se séparent pour former le complexe de voies qui partent soit vers Boulogne, soit vers l'atelier de maintenance, soit vers la voie Murat ou bien reviennent vers Michel-Ange - Molitor (voie 3).

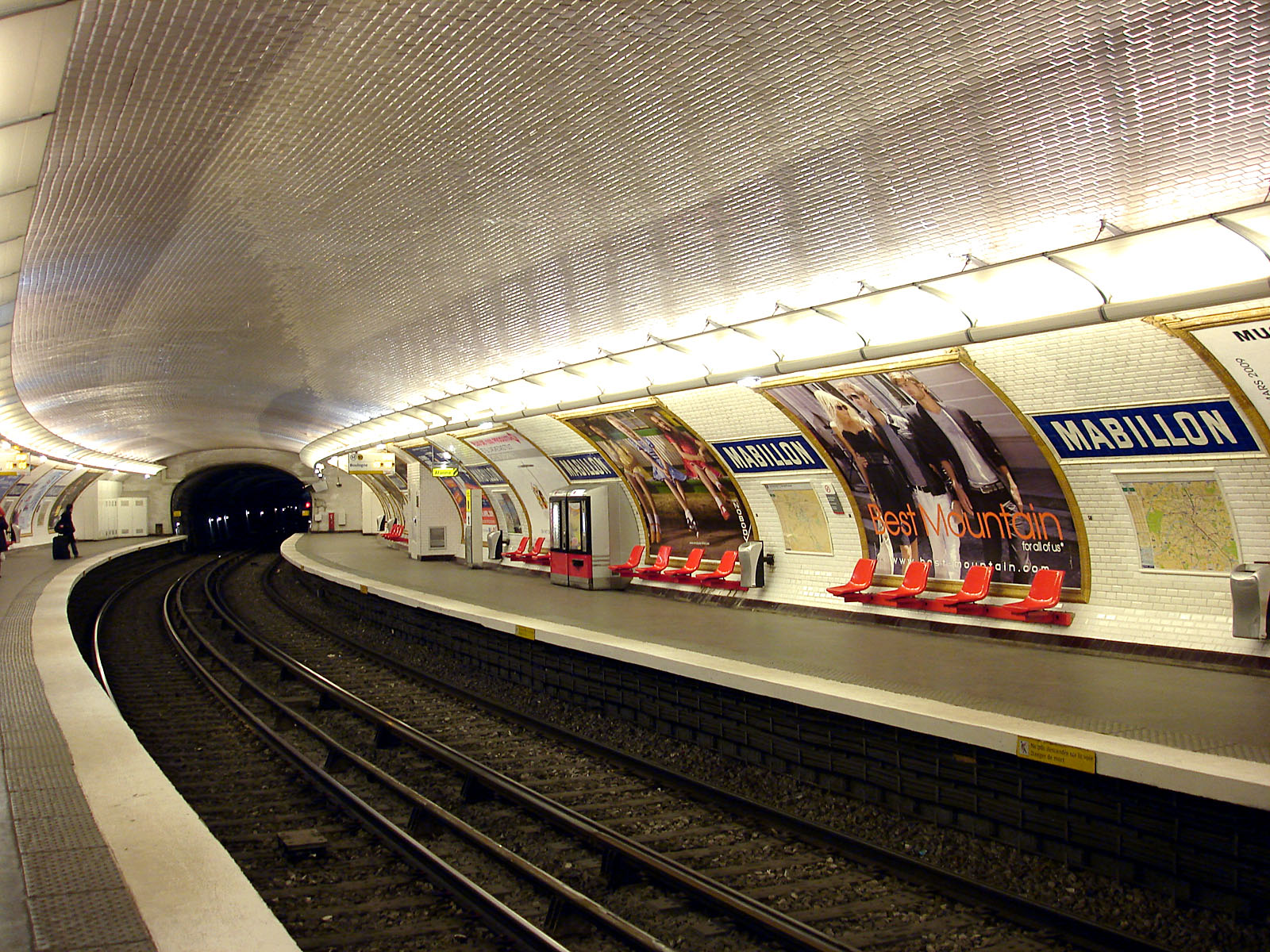
La station Mabillon.

Après la station Mirabeau, la ligne franchit la Seine par une traversée sous-fluviale et atteint la station Javel - André Citroën par une rampe de 40 ‰ après être passée sous les voies de la ligne C du RER. Ensuite, la ligne suit l'avenue Émile-Zola pour arriver aux stations Charles Michels et Avenue Émile-Zola avant de rejoindre la rue du Commerce. Quand elle rejoint la station La Motte-Picquet - Grenelle, les deux voies se séparent : la voie 1 se place en demi-station avec la voie 1 de la ligne 8 et la voie 2 dessert une demi-station mais sans la voie 2 de la ligne 8 qui se situe en dessous. Avant d'arriver à la station Ségur, elle passe sous le collecteur Rapp. Elle dessert ensuite les stations Duroc, Vaneau et Sèvres - Babylone. La ligne se poursuit vers l'est et traverse la station désaffectée Croix-Rouge qui est fermée depuis le 2 septembre 1939. Enfin, elle arrive à Mabillon.
À partir d'Odéon, le tracé de la ligne 10 devient complexe car elle doit assurer une interconnexion avec la ligne 4. Les deux voies s'écartent pour laisser passage à la voie de raccordement qui arrive au milieu des voies de circulation et se retrouve à leur niveau à la station Cluny - La Sorbonne. La voie de raccordement rejoint les voies de la ligne 10 avant la station Maubert - Mutualité. Le même principe existe avec le raccordement à la ligne 7 mais cette double voie passe sous les voies de la ligne 10 avant la station Cardinal Lemoine. Quand elle rejoint la station Jussieu, les lignes 7 et 10 ont des tracés parallèles et cela permet d'avoir les quais des deux lignes côte à côte. Pour finir, la ligne enchaîne des courbes et contre-courbes sous le Jardin des plantes pour arriver au terminus Gare d'Austerlitz. Les installations se situent sous la cour d'arrivée de la gare de Paris-Austerlitz et l'arrière station sous les emprises ferroviaires. Ce cul-de-sac a la particularité d'être orienté pour recevoir une traversée sous-fluviale venant de Paris-Gare-de-Lyon.

### Liste des stations
En commençant par le terminus occidental de la ligne 10. Le premier train qui part de la station Porte d'Auteuil a pour terminus la gare d'Austerlitz. Les voyageurs peuvent ainsi découvrir la boucle d'Auteuil, fermée aux voyageurs le reste de la journée. Le système d'information en ligne, couramment désigné par le sigle SIEL, qui donne le temps d'attente des deux prochaines rames, est opérationnel depuis le 1er juillet 2008.

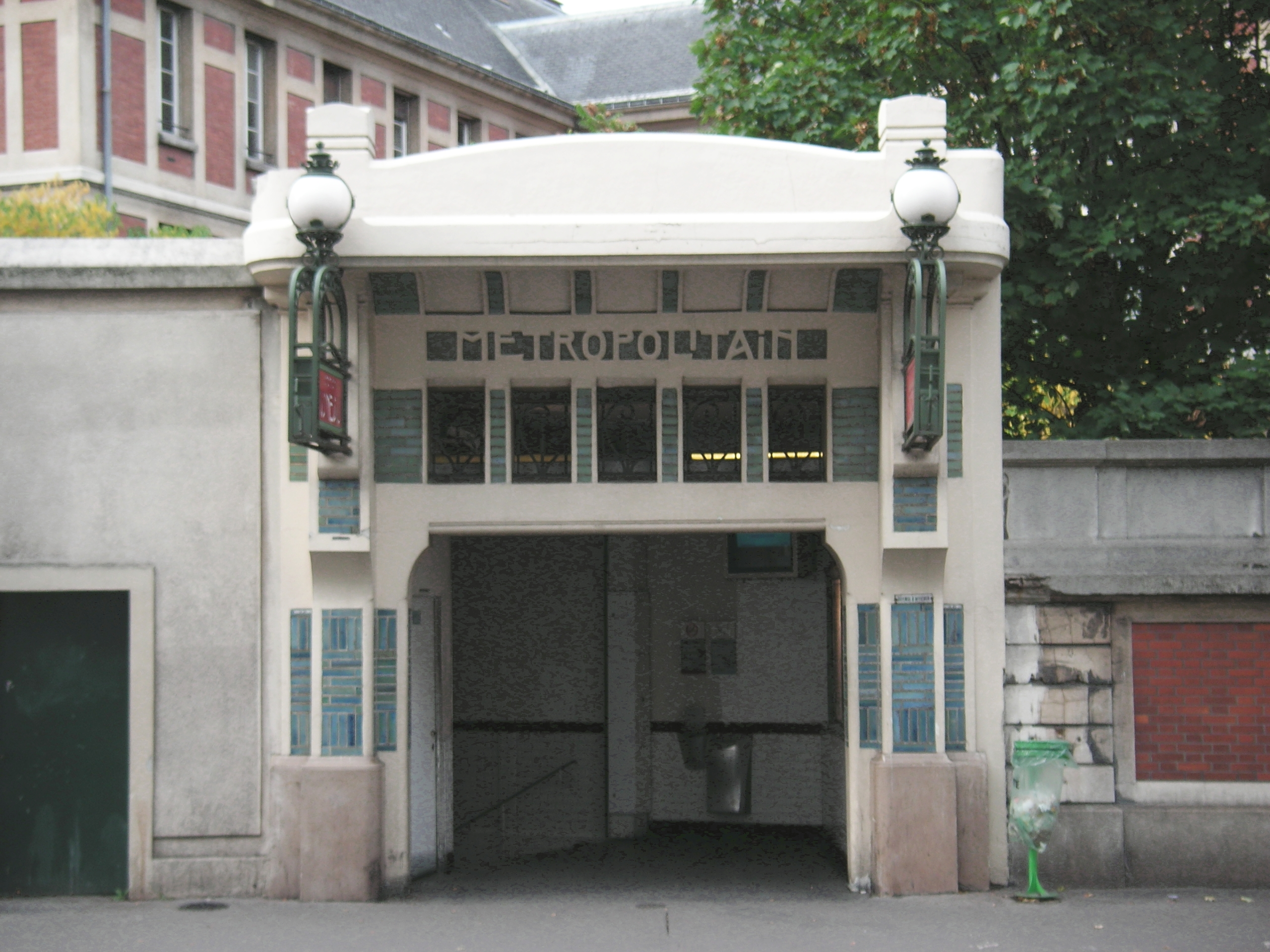
L'édicule d'entrée de la station Vaneau.

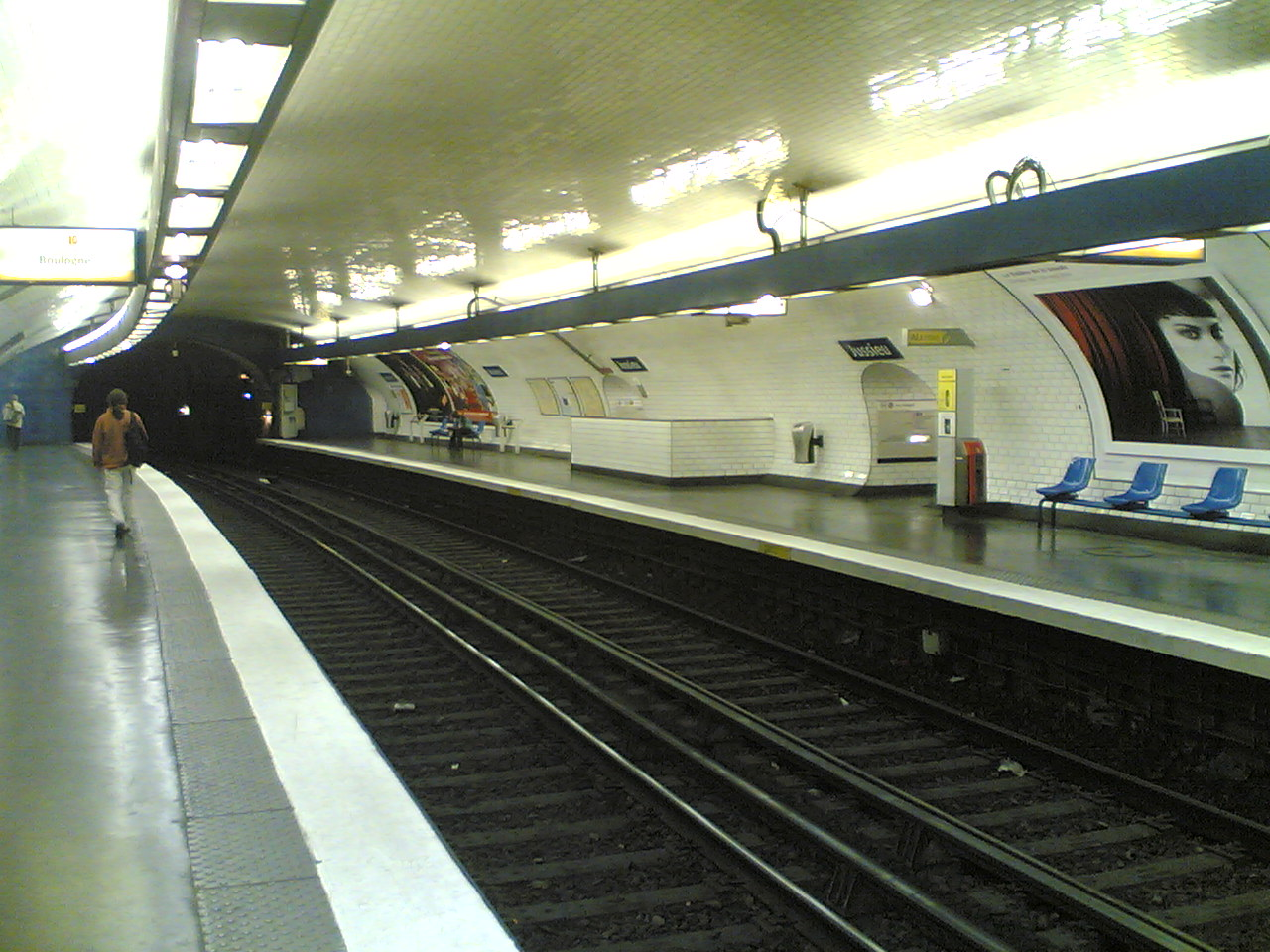
La station Jussieu.

|  |   |   |   |  | Station                        | Communes             | Correspondances                             |
|  | - | - | - |  | ------------------------------ | -------------------- | ------------------------------------------- |
|  |   | ■ |   |  | Boulogne - Pont de Saint-Cloud | Boulogne-Billancourt | (Parc de Saint-Cloud, par la voie publique) |
|  |   | • |   |  | Boulogne - Jean Jaurès         | Boulogne-Billancourt | (→ Gare d'Austerlitz)                       |
|  |   |   | ↑ |  | Porte d'Auteuil                | 16e                  |                                             |
|  | ↓ |   |   |  | Michel-Ange - Molitor          | 16e                  | (M) · (9)                                   |
|  |   |   | ↑ |  | Michel-Ange - Auteuil          | 16e                  | (M) · (9)                                   |
|  | ↓ |   |   |  | Chardon-Lagache                | 16e                  |                                             |
|  |   |   | ↑ |  | Église d'Auteuil               | 16e                  |                                             |
|  | ↓ |   |   |  | Mirabeau                       | 16e                  |                                             |
|  |   | • |   |  | Javel - André Citroën          | 15e                  | (Javel, par la voie publique) (→ Boulogne)  |
|  |   | • |   |  | Charles Michels                | 15e                  |                                             |
|  |   | • |   |  | Avenue Émile-Zola              | 15e                  |                                             |
|  |   | • |   |  | La Motte-Picquet - Grenelle    | 15e                  | (M) · (6) · (8)                             |
|  |   | • |   |  | Ségur                          | 7e, 15e              |                                             |
|  |   | • |   |  | Duroc                          | 6e, 7e, 15e          | (M) · (13)                                  |
|  |   | • |   |  | Vaneau                         | 6e, 7e               |                                             |
|  |   | • |   |  | Sèvres - Babylone              | 6e, 7e               | (M) · (12)                                  |
|  |   | • |   |  | Mabillon                       | 6e                   |                                             |
|  |   | • |   |  | Odéon                          | 6e                   | (M) · (4)                                   |
|  |   | • |   |  | Cluny - La Sorbonne            | 5e                   | (Saint-Michel - Notre-Dame)                 |
|  |   | • |   |  | Maubert - Mutualité            | 5e                   |                                             |
|  |   | • |   |  | Cardinal Lemoine               | 5e                   |                                             |
|  |   | • |   |  | Jussieu                        | 5e                   | (M) · (7)                                   |
|  |   | ■ |   |  | Gare d'Austerlitz              | 5e, 13e              | Grandes lignes (Paris-Austerlitz)           |

### Intermodalité
Du fait que son tracé est limité au sud de la capitale, la ligne 10 est en correspondance directe avec certaines lignes de métro, excepté les lignes 1, 2, 3, 3 bis, 7 bis, 11 et 14. Le RER est accessible, pour la ligne B, à la station Cluny-La Sorbonne et, pour la ligne C, aux stations Javel-André Citroën, Cluny-La Sorbonne et Gare d'Austerlitz. La ligne est en correspondance avec la gare de Paris-Austerlitz. 
Il existe une liaison indirecte avec la ligne 2 du tramway, par la voie publique depuis Boulogne - Pont de Saint-Cloud.
Une correspondance également indirecte existe avec la gare de Paris-Lyon, aussi par la voie publique, laquelle est desservie par les lignes 1 et 14 du métro, ainsi que les lignes A et D du RER.

### Stations ayant changé de nom

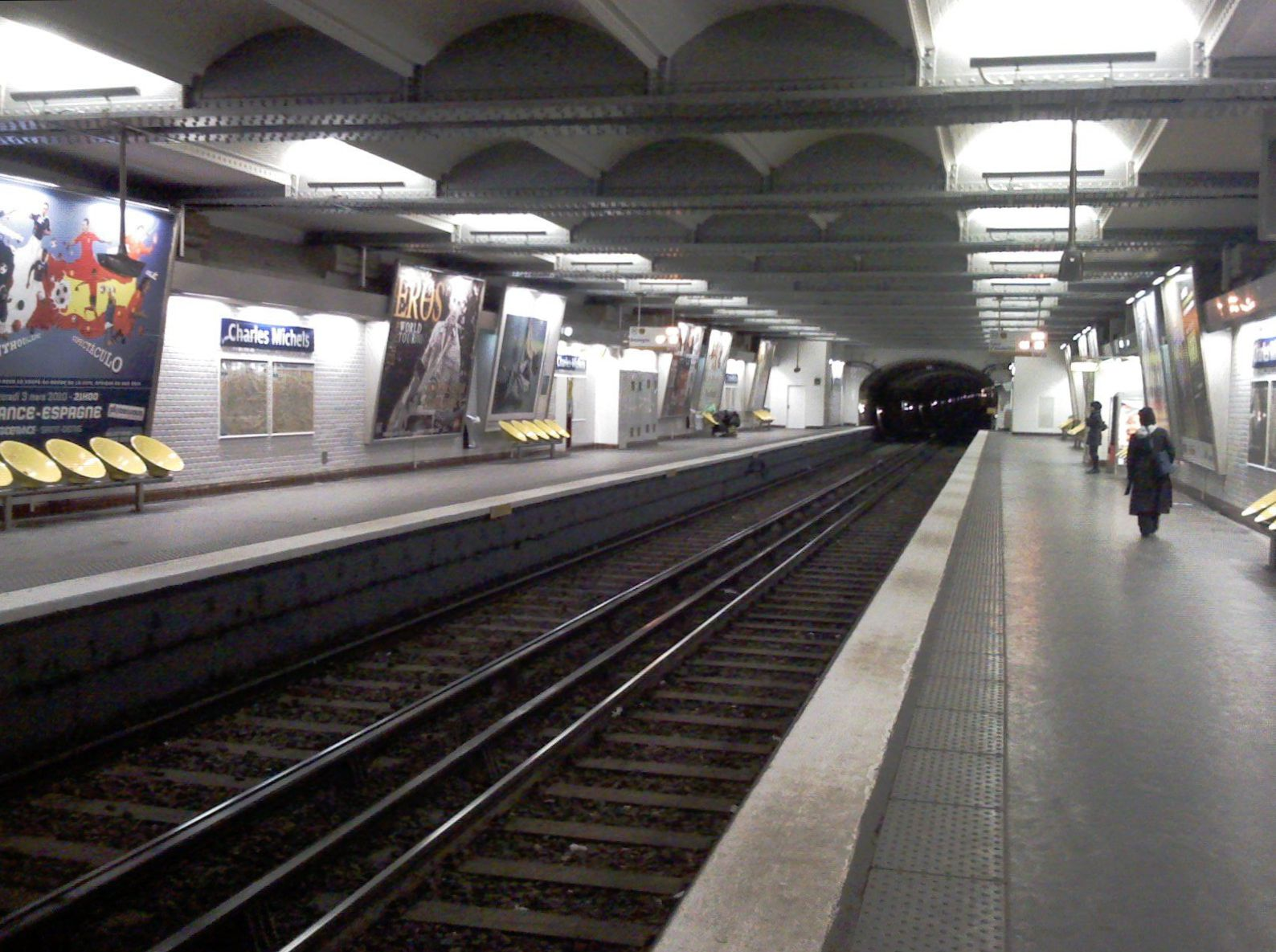
La station Charles Michels possède un plafond métallique.

Cinq stations de la ligne 10 ont changé de nom au fil des ans :
- La Motte-Picquet est devenue La Motte-Picquet - Grenelle en novembre 1913 ;
- Wilhem est devenue Église d'Auteuil le 15 mai 1921 ;
- Commerce est devenue Avenue Émile-Zola le 1er mars 1937.
- Beaugrenelle est devenue Charles Michels le 14 juillet 1945 ;
- Gare d'Orléans - Austerlitz est devenue Gare d'Austerlitz en 1979 ;
- Cluny est devenue Cluny - La Sorbonne le 17 février 1988.

### Stations à thème et/ou particulières
Quelques stations de la ligne possèdent une décoration culturelle thématique originale ; certaines stations ont été façonnées par l'histoire de la ligne :
Mirabeau, située à l'amorce de la boucle d'Auteuil, est desservie uniquement par les trains en direction de Gare d'Austerlitz mais elle est quand même traversée par la voie vers Boulogne, en forte rampe et dépourvue de quai ; celle-ci s'écarte de l'autre voie dès la sortie de la station.
Javel - André Citroën présentait la vie et l'entreprise d'André Citroën à l'aide de pancartes et photos. Les sièges de la station reprenaient les couleurs du célèbre logo à chevrons, inspiré des engrenages fabriqués en 1905. Mais cette décoration a été déposée durant les années 2000 lors de l'opération de rénovation « Renouveau du Métro ».
La Motte-Picquet - Grenelle présente des couloirs de correspondance décorés de plusieurs blasons de la famille de Toussaint-Guillaume Picquet de La Motte (d'azur à trois chevrons d'or, accompagnés de trois fers de lance d'argent en pal les pointes en haut). Une fresque représente la barrière de la Cunette, une des portes du mur des Fermiers généraux située autrefois en ce lieu. À la suite des importants remaniements de 1937, le quai direction Gare d'Austerlitz est commun à la ligne 8 (direction Créteil), tandis que le quai direction Boulogne est situé dans une demi-station séparée.
Sèvres - Babylone présente une exposition sur l’écologie, avec des vitrines sur le recyclage des déchets, les énergies renouvelables ou la consommation d’eau et d’électricité dans le monde. En 2008, ces vitrines ont été renouvelées par des panneaux portant spécifiquement sur les engagements du Grenelle de l'environnement.
La voûte de la station Cluny - La Sorbonne est ornée de mosaïques et de signatures d’écrivains, comme Racine, Molière, Michelet, Victor Hugo, ou encore Rimbaud. La station présente également la particularité de posséder 3 voies dont une sans quai, encadrée par les deux autres : il s'agit de la voie de raccordement vers la ligne 4.
Croix-Rouge fut fermée le 2 septembre 1939, lors de l'entrée dans la Seconde Guerre mondiale de la France et de la mobilisation des agents de la Compagnie du chemin de fer métropolitain de Paris (CMP), et n'a jamais été rouverte, en raison d'une trop grande proximité avec la station Sèvres - Babylone.

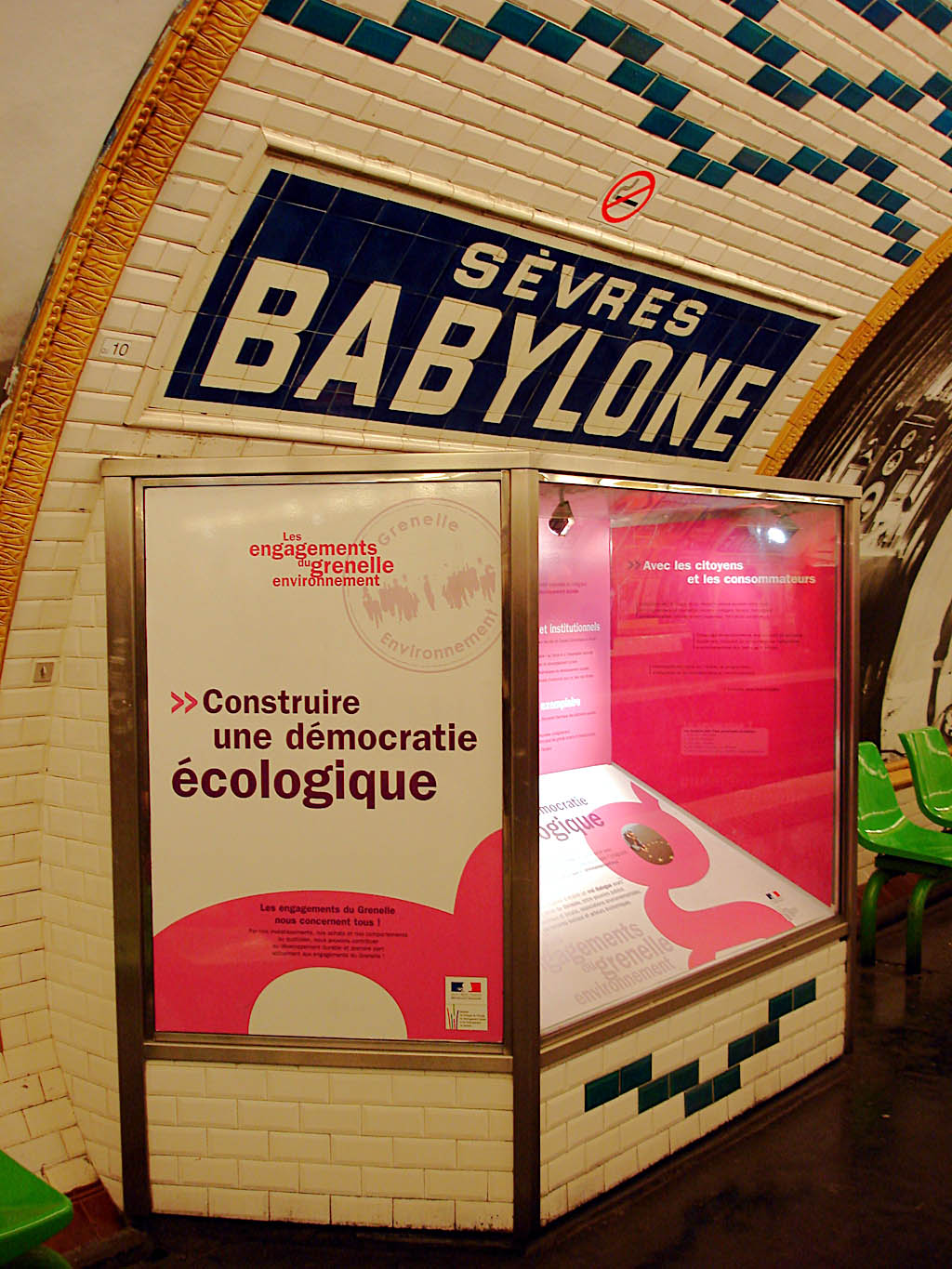
Une des vitrines de la station Sèvres - Babylone.
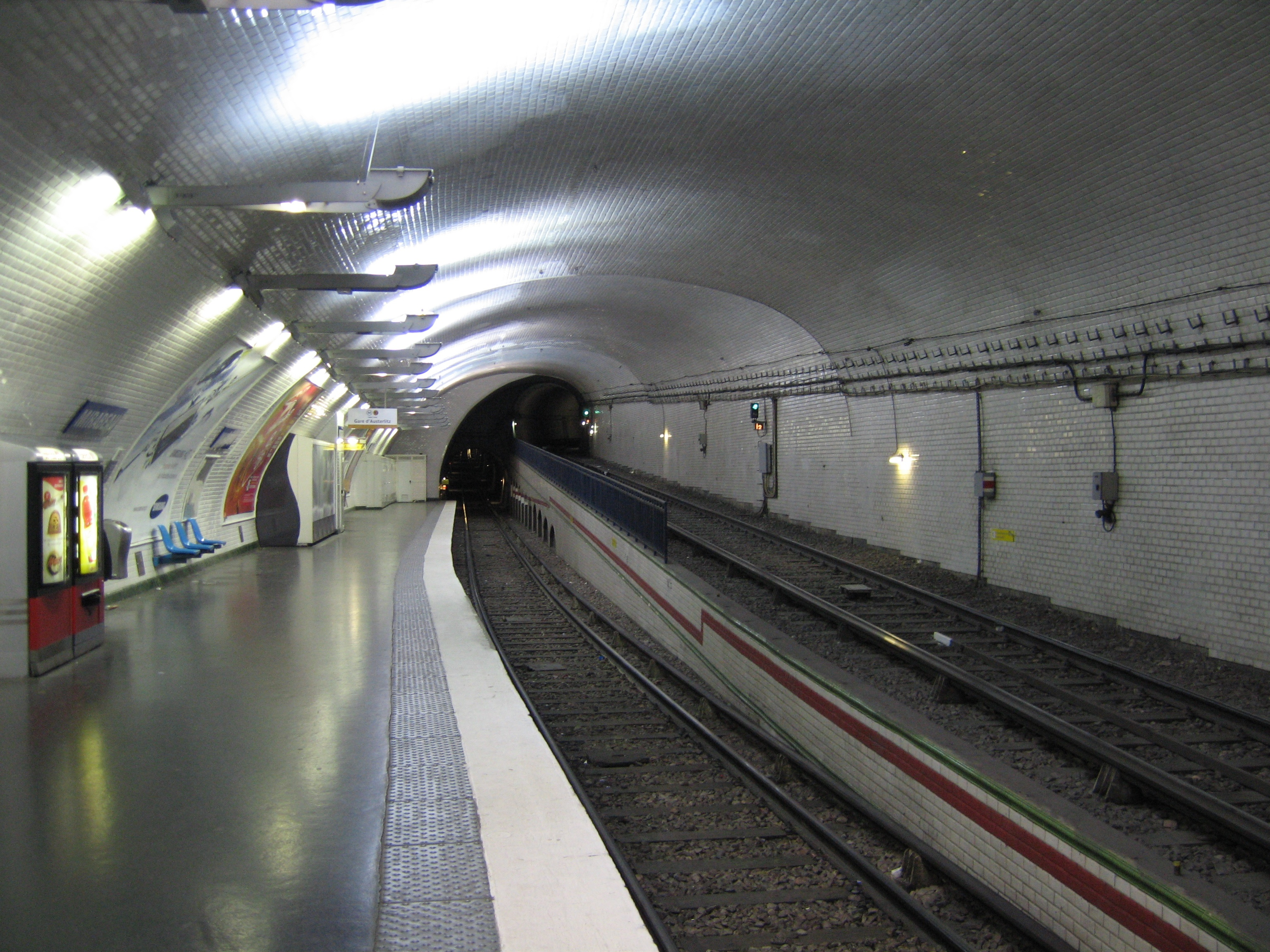
Le profil particulier de la station Mirabeau.
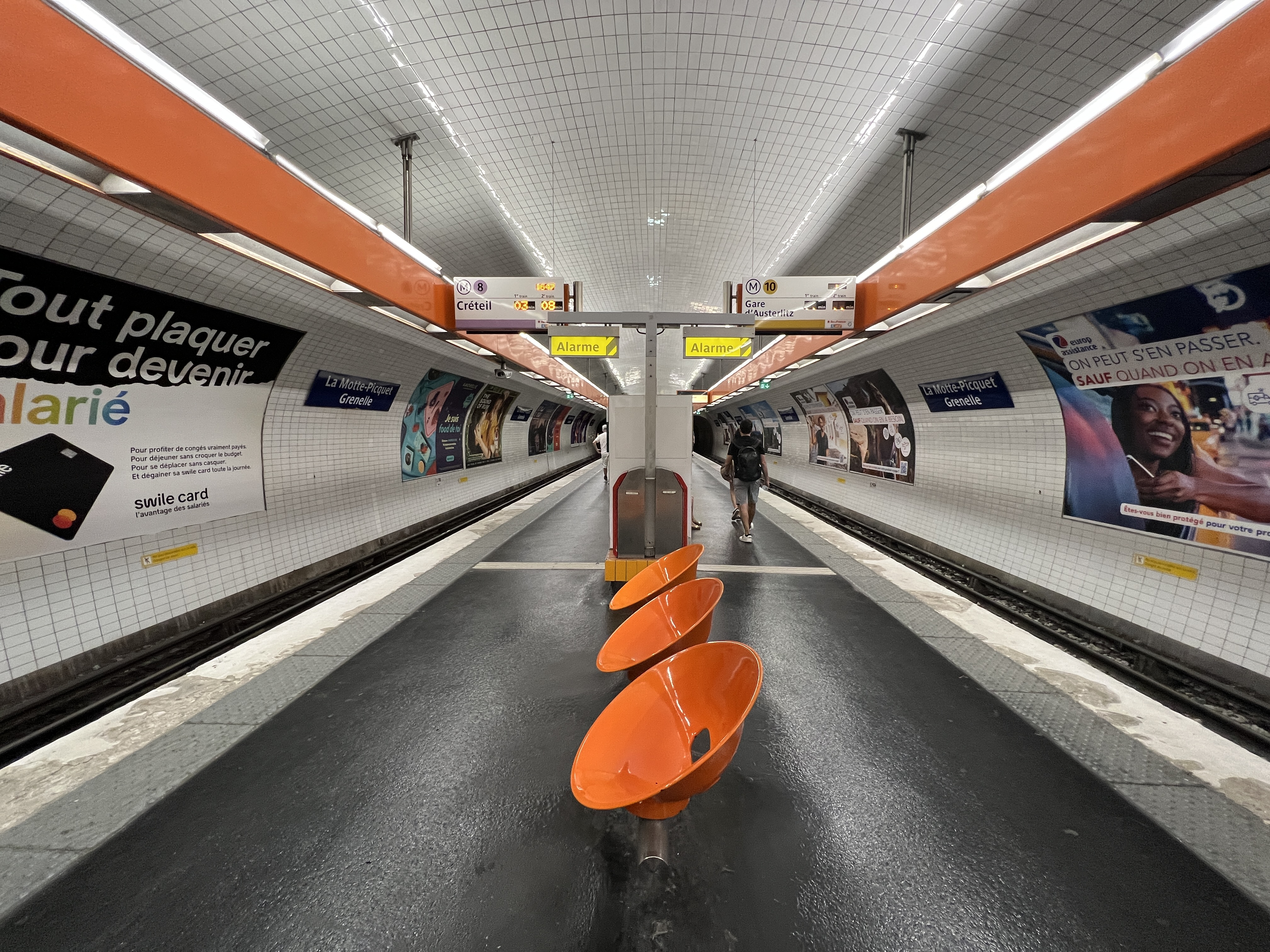
Le quai commun aux lignes 8 et 10 de la station La Motte-Picquet - Grenelle.

### Raccordements

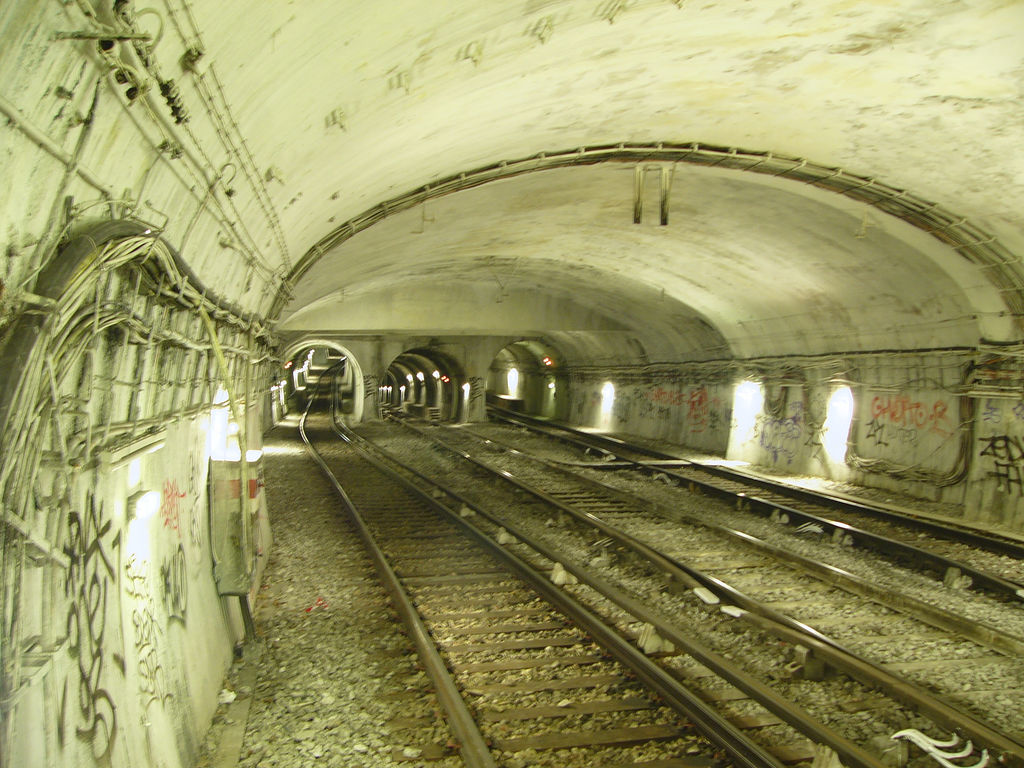
Au centre, la voie de raccordement vers la ligne 4, à l'ouest de la station Cluny - La Sorbonne.

La ligne compte six raccordements avec le reste du réseau :
- avec la ligne 9 par la « Voie Murat » et par la voie des Ateliers raccordées au sud-ouest de la station Porte d'Auteuil sur les voies de l'ancienne boucle non utilisées maintenant en service commercial ;
- avec la ligne 9 à l'entrée de la station Michel-Ange - Auteuil, sur la voie direction Boulogne ; ce raccordement longe le quai de la station Michel-Ange - Auteuil, le bord du quai étant protégé par un grillage, puis se raccorde aux voies de l'ancien terminus de la porte d'Auteuil ;
- avec la ligne 8 à l'entrée de la station La Motte-Picquet - Grenelle, sur la voie direction Boulogne, en talon ;
- un tunnel sans raccordement existe vers la ligne 13, entre les stations Duroc et Vaneau ; il date de l'ancien tracé de la ligne 10 vers le complexe des Invalides ;
- avec la ligne 4, par une voie en impasse à l'est de la station Odéon mais raccordée effectivement à l'est de la station Cluny - La Sorbonne après avoir traversé celle-ci au centre sans être bordée d'un quai, le passage d'une ligne à l'autre imposant un rebroussement ; la voie de raccordement arrive entre les deux voies de la ligne 10 à la station Cluny - La Sorbonne dont la voute abrite trois voies puis est raccordée en talon aux deux voies de la ligne 10 près de l'entrée ouest de la station Maubert - Mutualité;
- avec la ligne 7 à la sortie de la station Maubert - Mutualité en direction de Gare d'Austerlitz, raccordé en pointe ; ce raccordement à double voie, exploité commercialement entre 1930 et 1931, se sépare de la ligne 10 par une forte pente entre ses deux voies.

### Ateliers
Le matériel de la ligne 10 est entretenu par les ateliers d'Auteuil. Ils sont raccordés aux voies au terminus de Porte d'Auteuil. Ces ateliers sont totalement souterrains ; outre les accès par les tunnels, un escalier situé sur le trottoir de l'avenue du Général-Sarrail les dessert. Ils sont également raccordés à la ligne 9 qui, cependant, n'utilise plus ces ateliers depuis la mise en service de ceux de Boulogne raccordés au Pont de Sèvres.
La maintenance lourde et la révision régulière (batteries, bobinages, peintures) du matériel de la ligne 10, comme tous les matériels sur fer du réseau, se déroule aux ateliers de Choisy. Ouverts en 1931, ils sont situés dans le 13e arrondissement de Paris à proximité du boulevard périphérique et accessibles via un embranchement de la ligne 7. Ils se décomposent en deux entités distinctes : un atelier de maintenance pour les rames de la ligne 7 (AMT) et un atelier de révision de l'ensemble des rames sur fer du métro. L'ensemble occupe une surface totale de 34 350 m2 environ. Trois cent trente agents sont affectés à cet atelier en 2007.

## Exploitation

### Desserte
En 2008, le parcours complet de la ligne demande vingt-huit minutes dans le sens ouest-est, vingt-neuf minutes dans le sens inverse. Comme sur toutes les lignes du métro parisien (sauf les lignes bis), le premier départ a lieu depuis la station tête de ligne vers 5 h 30. La première rame part à 5 h 35 de  Boulogne - Pont de Saint-Cloud, précédée ici d'un premier départ partiel de Porte d'Auteuil à 5 h 30, qui a la particularité d'être l'unique rame de la journée à parcourir la boucle d’Auteuil.
Le dernier train quitte Boulogne - Pont de Saint-Cloud à 0 h 47 pour Gare d'Austerlitz et de ce terminus à 0 h 35 pour Boulogne - Pont de Saint-Cloud et à 0 h 51 pour Porte d'Auteuil. Les nuits des vendredis aux samedis, des samedis aux dimanches et des veilles de fête aux jours de fête, le dernier départ de Boulogne - Pont de Saint-Cloud est fixé à 1 h 47 pour Gare d'Austerlitz ; depuis ce terminus, ces mêmes nuits, le dernier départ est fixé à 1 h 35 pour Boulogne - Pont de Saint-Cloud et à 1 h 46 pour Porte d'Auteuil.
La fréquence des rames est moins élevée que sur les autres lignes : l'intervalle moyen entre les rames est de trois à cinq minutes en journée, de huit à neuf minutes en extrême soirée. Le dimanche matin, l'intervalle est de six à sept minutes, et de dix minutes les nuits des vendredis aux samedis, des samedis aux dimanches et des veilles de fête aux jours de fête après 0 h 30 (après 1 h 15 les nuits des vendredis aux samedis).

### Matériel roulant

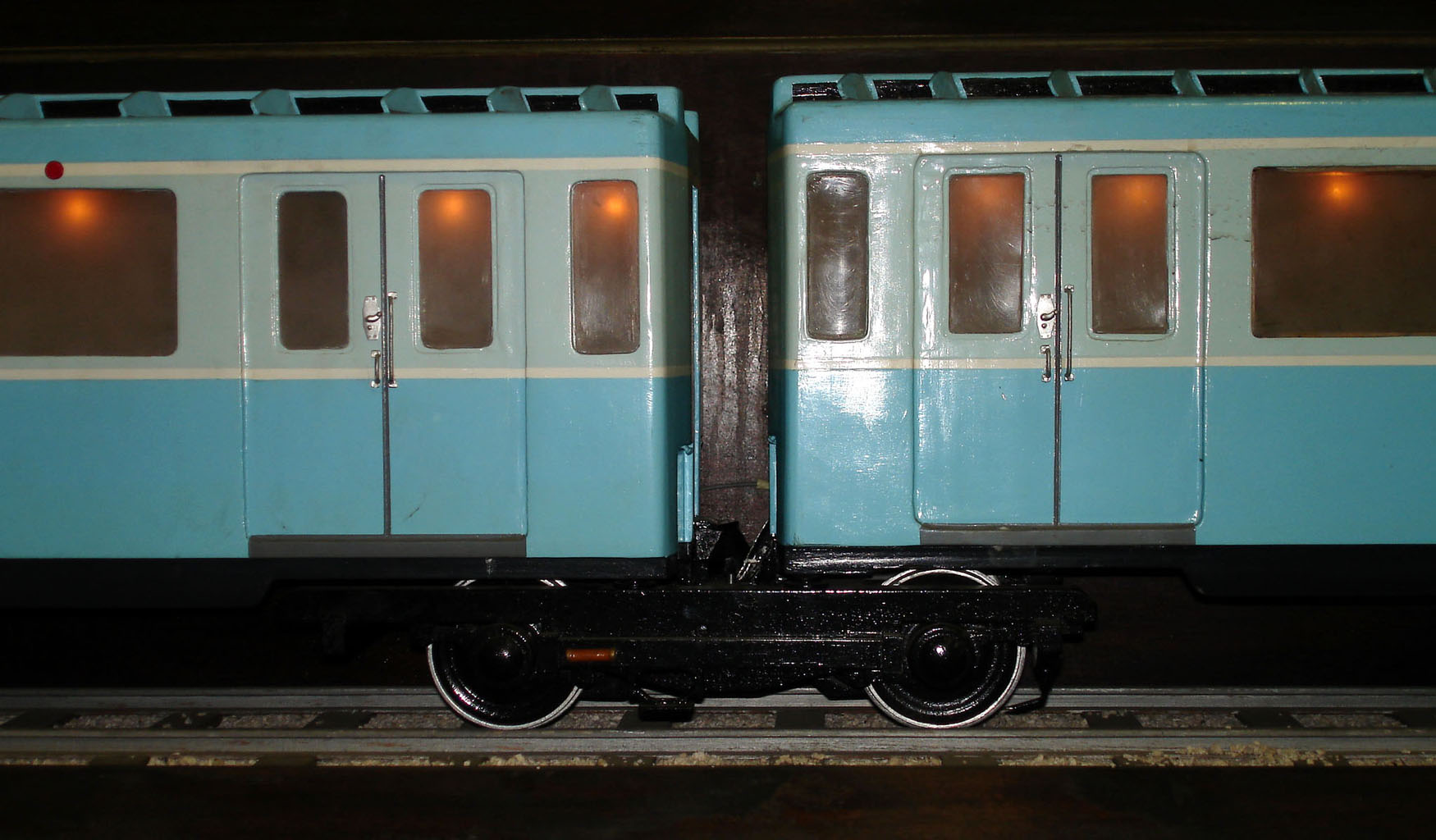
Maquette d'une rame articulée MA 51 au musée des transports urbains, interurbains et ruraux.

La ligne 10 a souvent eu du matériel particulier, ayant généralement déjà circulé sur d'autres lignes. Avant la Seconde Guerre mondiale jusqu'à l'achèvement de la ligne, elle est parcourue par des motrices Sprague à deux loges circulant seules car le trafic voyageurs est limité. Jusqu'en 1976 circulent sur la ligne des rames Sprague anciennes comportant quatre voitures dont deux motrices à quatre moteurs.

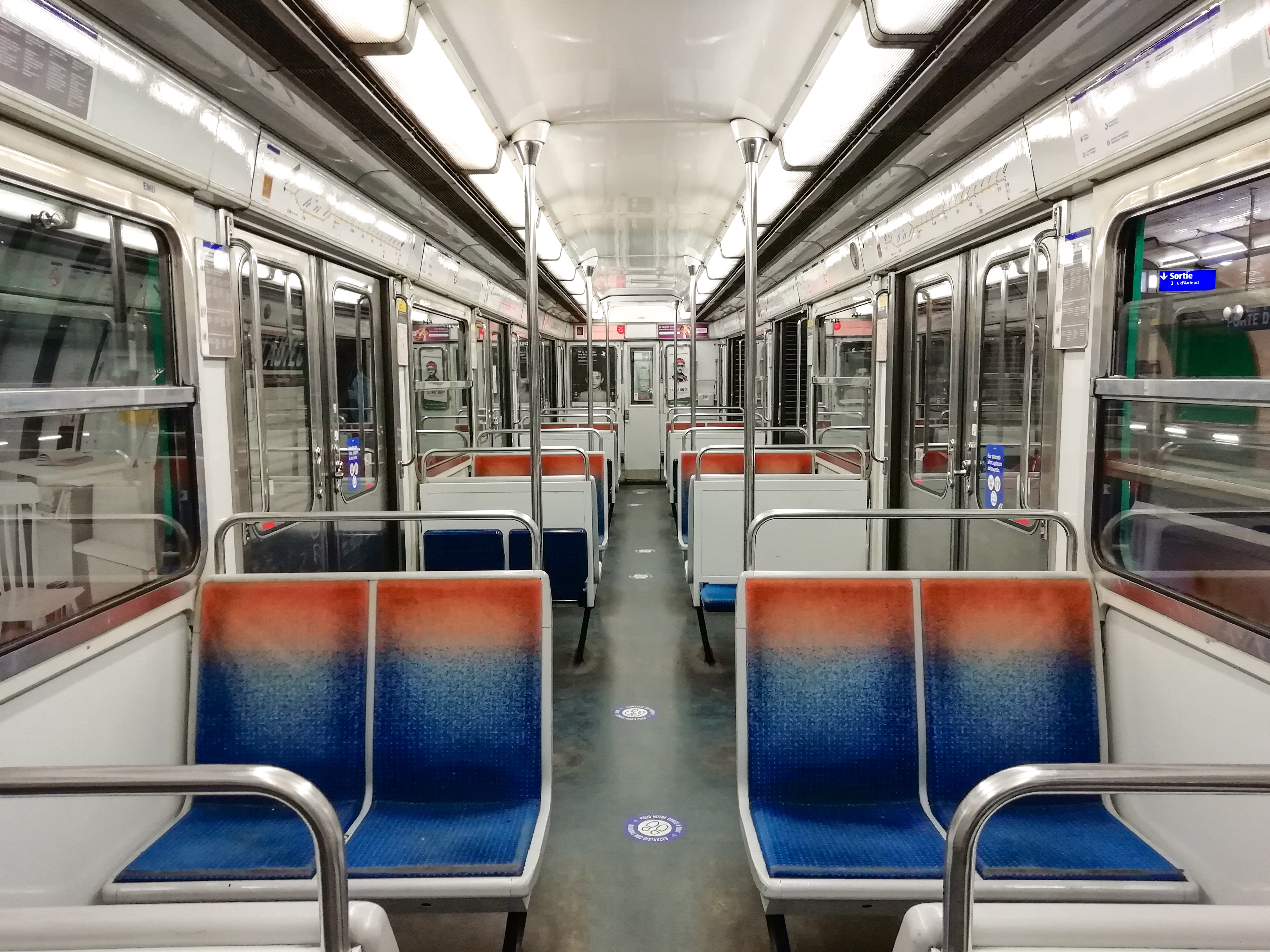
Aménagement intérieur d'une rame MF 67 D de la ligne 10.

La ligne 13 est transformée au milieu des années 1970 en ligne transversale à grand débit par sa jonction avec l'ancienne ligne 14, et un matériel moderne plus performant, le MF 67, est alors mis en service. À partir du 28 avril 1975, les anciennes rames articulées MA 51 de la ligne 13, au nombre de 40 sont progressivement transférées sur la ligne 10 et profondément modernisées. Les caisses sont repeintes, le revêtement au sol est remplacé, les sièges changés, et un éclairage fluorescent moderne est installé. Elles y circulent en formation indéformable à six caisses, sans découplage. La totalité du parc de ce matériel roule sur la ligne en juin 1976 et y termine sa carrière. Pour achever la réforme de l'ancien matériel Sprague et en raison du nombre insuffisant de rames articulées, quelques MF 67 de série A/D provenant pour la plupart de la ligne 5 sont affectées à la ligne 10. Le MA 51 est réformé à son tour entre 1988 et 1994. Des MF 67 de série E venant de la ligne 7 bis (mutés à la suite de la mise en service du MF 88 sur cette dernière) et remis à cinq caisses (elles n'en possédaient que quatre auparavant) le remplacent, en complément des autres MF 67 déjà présents. À partir de fin 2013 et jusque vers 2016, les rames de type E sont elles-mêmes remplacées par les MF 67 D n° 2 XXX de la ligne 9 (qui sont eux-mêmes remplacés par des MF 01 sur cette ligne et ont connu une rénovation plus importante bien que moins récente) afin d'homogénéiser le parc de la ligne 10 en trains de type D, les autres rames A/D demeurant, quant à elles, sur la ligne (à l'exception de la rame G 050 réformée en février 2014 à la suite d'une collision avec le MF 67 E no 334).
Fin février 2025, la ligne 10 commence à recevoir le nouveau matériel MF 19 , en phase de tests, pour remplacer à terme les MF 67, voués à la réforme.

### Le personnel d'exploitation
On distingue deux catégories de personnel : les agents en station et les agents de conduite. Les agents de station ont pour mission de tenir la caisse, d'assurer le contrôle des voyageurs ainsi que la gestion des lieux, la vérification des installations ou d'autres tâches à définir selon les besoins du service. Quelques agents sont par ailleurs détachés pour la durée du service afin d'assurer les relèves de caisses. Les conducteurs assurent la marche des rames. Le service est assuré sur trois roulements de travail (matin, après-midi, nuit).

### Tarification et financement
La tarification de la ligne est identique à celle en vigueur sur tout le réseau du métro. Un ticket « métro-train-RER », qui remplace le ticket t+ au 1er janvier 2025, permet un trajet simple quelle que soit la distance, avec une ou plusieurs correspondances possibles avec les autres lignes de métro, de Transilien ou de RER pendant une durée maximale de 1 h 30 entre la première et dernière validation. En revanche, un ticket « métro-train-RER » ne permet pas d'emprunter les bus et les tramways, à l'exception des lignes « Tram Express » à titre temporaire.
Le financement du fonctionnement de la ligne (entretien, matériel et charges de personnel) est assuré par l'exploitant. Cependant, les tarifs des billets et abonnements sont limités par choix politique et leur montant ne couvre pas les frais réels de transport. Le manque à gagner est compensé par l'autorité organisatrice, Île-de-France Mobilités, présidée depuis 2005 par le président du conseil régional d'Île-de-France et composé d'élus locaux. Elle définit les conditions générales d'exploitation, ainsi que la durée et la fréquence des services. L'équilibre financier du fonctionnement est assuré par une dotation globale annuelle aux transporteurs de la région grâce au versement mobilité payé par les entreprises et aux contributions des collectivités publiques.

### Trafic
La ligne 10 est la ligne la moins fréquentée du réseau, en dehors des courtes lignes 3 bis et 7 bis. De 1992 à 2004, le trafic est en progression de 4,7 %, ce qui place la ligne en huitième position en termes de croissance sur le réseau (hors ligne 14).
| Année                              | 1992 | 1993 | 1994 | 1995 | 1996 | 1997 | 1998 | 1999 | 2000 | 2001 | 2002 | 2003 | 2004 |
| Nombre de voyageurs (en millions), | 39,6 | 39,4 | 39,0 | 33,5 | 35,4 | 37,9 | 38,8 | 39,7 | 41,3 | 40,0 | 40,5 | 39,6 | 41,5 |

| Année                              | 2007 | 2008 | 2009 | 2010 | 2011 | 2012 | 2013 | 2014 | 2015 | 2016 | 2017 | 2018  | 2019  | 2020 | 2021  | 2022  | 2023 | 2024 |
| Nombre de voyageurs (en millions), | 40,4 | 42,4 | 43,4 | 43,3 | 44,3 | 44,9 | 45,2 | 45,8 | 45,2 | 44,9 | 45,3 | 46,41 | 44,73 | 21,1 | 29,19 | 38,65 | 42,0 | 43,6 |

En 2004, la station la plus fréquentée de la ligne est (en trafic annuel, toutes lignes confondues) Gare d'Austerlitz (10,44 millions de voyageurs entrants en 2018) devant La Motte-Picquet-Grenelle (7,96 millions de voyageurs entrants en 2018) et Odéon (5,9 millions de voyageurs entrants en 2018).
En 1998, le trafic quotidien atteint 148 613 voyageurs en moyenne chaque jour ouvrable, 104 041 le samedi et 53 051 le dimanche.
En 2003, le trafic annuel atteint 39 506 402 voyageurs, avec un trafic quotidien de 146 777 voyageurs en moyenne chaque jour ouvrable, 102 025 le samedi et 58 664 le dimanche.
En 2023, le trafic annuel s'élève à 38,7 millions de voyageurs.

## Projets

À quoi pourrait ressembler le plan de la ligne vers 2030.

### Prolongement à l'est
Il a longtemps été envisagé de prolonger la ligne à la gare de Lyon en traversant la Seine depuis la gare d'Austerlitz, ce qui aurait permis de relier ces deux gares qui, malgré leur proximité, ne sont reliées par aucun transport lourd. L'arrière-gare de Gare d'Austerlitz possède ainsi deux amorces de raccordements prévues pour une éventuelle traversée sous-fluviale. Toutefois l'encombrement du sous-sol rend aujourd'hui un tel prolongement très complexe techniquement et donc improbable.
Dans les années 1970, on imagine donc plutôt un prolongement de la ligne 10 jusqu'à Porte d'Ivry, sur une des branches du sud de la ligne 7, afin d'améliorer la desserte du 13e arrondissement, avec trois stations intermédiaires : Chevaleret, Jeanne d'Arc et Terre au Curé. Cependant, avec l'avènement de la ZAC Paris Rive Gauche, les collectivités et les aménageurs orientent leurs réflexions sur un prolongement de la ligne vers Ivry-sur-Seine et au-delà, le long de la Seine, pour desservir un secteur en plein développement.
En 2007, le Conseil de Paris a pris une délibération en vue d'acter l'importance du prolongement de la ligne 10 à Ivry-sur-Seine. Le SDRIF adopté en 2008 n'a pas repris cette proposition, mais la Région reconnaissait l'envisager : « des études d'optimisation de la desserte de Seine-Amont seront réalisées ; elles pourraient nécessiter des aménagements et/ou prolongements des lignes 7, 10 et 14. »
De 2008 à 2011, la SEMAPA, aménageur de l'opération Paris-Rive-Gauche et la Sadev 94, aménageur de l'opération Ivry Confluences, ont confié au bureau d'étude Xelis la réalisation d'une étude de pré-faisabilité visant à « définir un tracé, localiser les stations et préciser toutes les mesures conservatoires nécessaires au prolongement » à Ivry - Gambetta. Cette étude a permis l'identification d'un tracé dit « historique », ayant permis la prise de mesures conservatoires en 2015 pour une future station à Masséna-Bruneseau notamment,.
Lors du conseil municipal du 23 juin 2011, le maire d'Ivry-sur-Seine annonce que le conseil régional a entériné le principe du prolongement de la ligne 10 du métro jusqu'à la place Gambetta. Par un avenant au contrat de plan État-région, des études seront menées dans ce sens.
Finalement, le schéma directeur de la région Île-de-France approuvé en 2013 prévoit un prolongement de la ligne 10 à l'est en deux phases : à Ivry - Gambetta d'ici 2030 et à Vitry-sur-Seine aux Ardoines après 2030. Dans la foulée, le conseil régional vote le financement d'études d'opportunité et de faisabilité en vue du prolongement jusqu'à Ivry-sur-Seine le 20 novembre 2013. Le 11 décembre 2013, le conseil du STIF approuve la « convention de financement des études en vue de la réalisation d'un dossier d'émergence » du « prolongement de la ligne 10 du métro de Gare d’Austerlitz à Ivry-sur-Seine », pour un montant de 300 000 € (État : 30 %, Région Île-de-France : 70 %).
Le 11 février 2016, les villes d'Ivry-sur-Seine et de Paris, le nouveau territoire T 12 et le conseil départemental du Val-de-Marne créent l'« Association pour promouvoir le prolongement de la ligne 10 du métro »,, renommée « La Grande 10 » le 23 septembre 2016. L'association porte un prolongement de Paris à Vitry-sur-Seine, avec une première phase dès 2027 jusqu'à Ivry - Place Gambetta. Quatre stations intermédiaires sont proposées : Chevaleret, Bibliothèque François-Mitterrand et Bruneseau dans le 13e arrondissement de Paris, Ivry-Nelson-Mandela à Ivry-sur-Seine.
Les premières études préalables, qui ont eu pour objectif d'étudier l’opportunité du prolongement de la ligne 10 du métro en lien avec les projets urbains et de transport programmés et de proposer une première approche des scénarios de tracés en tenant compte de ces projets et des études déjà réalisées, ont abouti début 2018 à un dossier d’émergence qui confirme la faisabilité et l’utilité du projet, tout en rappelant la nécessité d'approfondir les études.

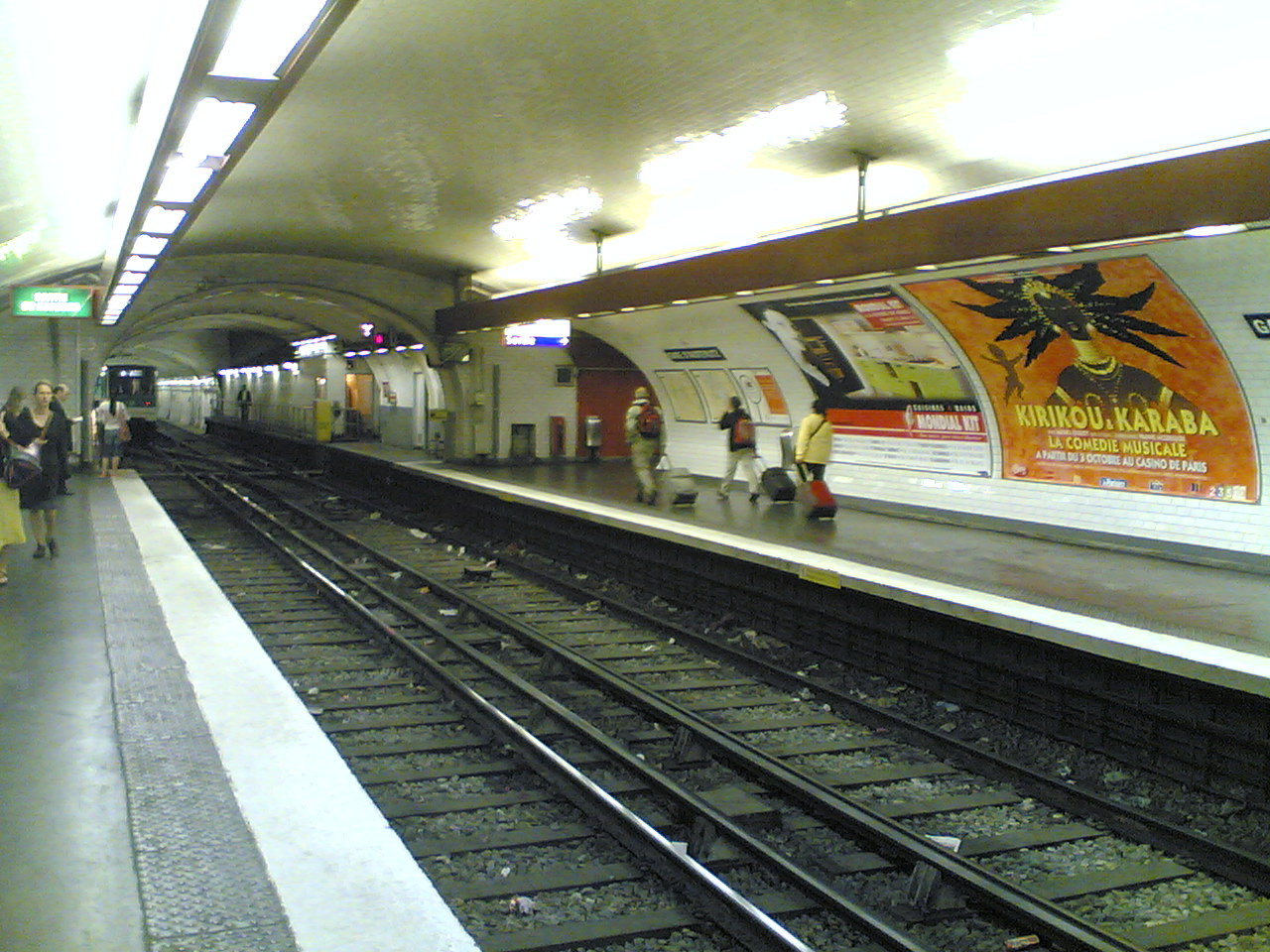
La station Gare d'Austerlitz, avec au fond l'arrière-gare du terminus actuel.

En janvier 2019, la RATP présente le résultat de nouvelles études dont l'objectif était d'analyser les différentes facettes, les coûts, les trafics prévisionnels ainsi que les avantages et inconvénients de cinq tracés, notamment des alternatives possibles au tracé dit « historique », jugé très compliqué à mettre en œuvre en raison de fortes contraintes techniques au croisement du RER C et de la ligne 14,:
- un tracé 1, avec les stations intermédiaires Chevaleret, Bibliothèque François-Mitterrand, Masséna-Bruneseau, puis deux stations à Ivry-sur-Seine ;
- un tracé 1 bis, avec les mêmes stations intermédiaires mais un tracé légèrement plus à l'est dans le secteur de Chevaleret et passant le long de la Seine à Ivry-sur-Seine ;
- un tracé 1 ter, avec les mêmes stations intermédiaires mais un tracé plus à l'ouest dans le secteur de Chevaleret nécessitant de reconstruire la station Gare d'Austerlitz au niveau de la Salpêtrière ;
- un tracé 2, nécessitant également la reconstruction de la station Gare d'Austerlitz et comprenant ensuite les stations intermédiaires Nationale, Jeanne d'Arc, Masséna-Bruneseau, puis deux stations à Ivry-sur-Seine. Ce tracé exclut une correspondance avec la ligne 14 ;
- un tracé 3, longeant la Seine, nécessitant également la reconstruction de la station Gare d'Austerlitz mais à l'est des voies, et comprenant les stations intermédiaires Quai de la Gare, Quai Bruneseau, puis deux stations à Ivry-sur-Seine. Ce tracé exclut également une correspondance avec la ligne 14.

Parmi ces hypothèses, Île-de-France Mobilités favoriserait le tracé 1 bis ou bien, en scénario de repli, le tracé 3. Début 2019, le coût de ce prolongement de la ligne 10 à Ivry-sur-Seine est estimé à 1 milliard d'euros pour une fréquentation estimée entre 55 000 et 75 000 voyageurs par jour.

#### Phase 1 (avant 2035): de Gare d'Austerlitz à Ivry - Gambetta

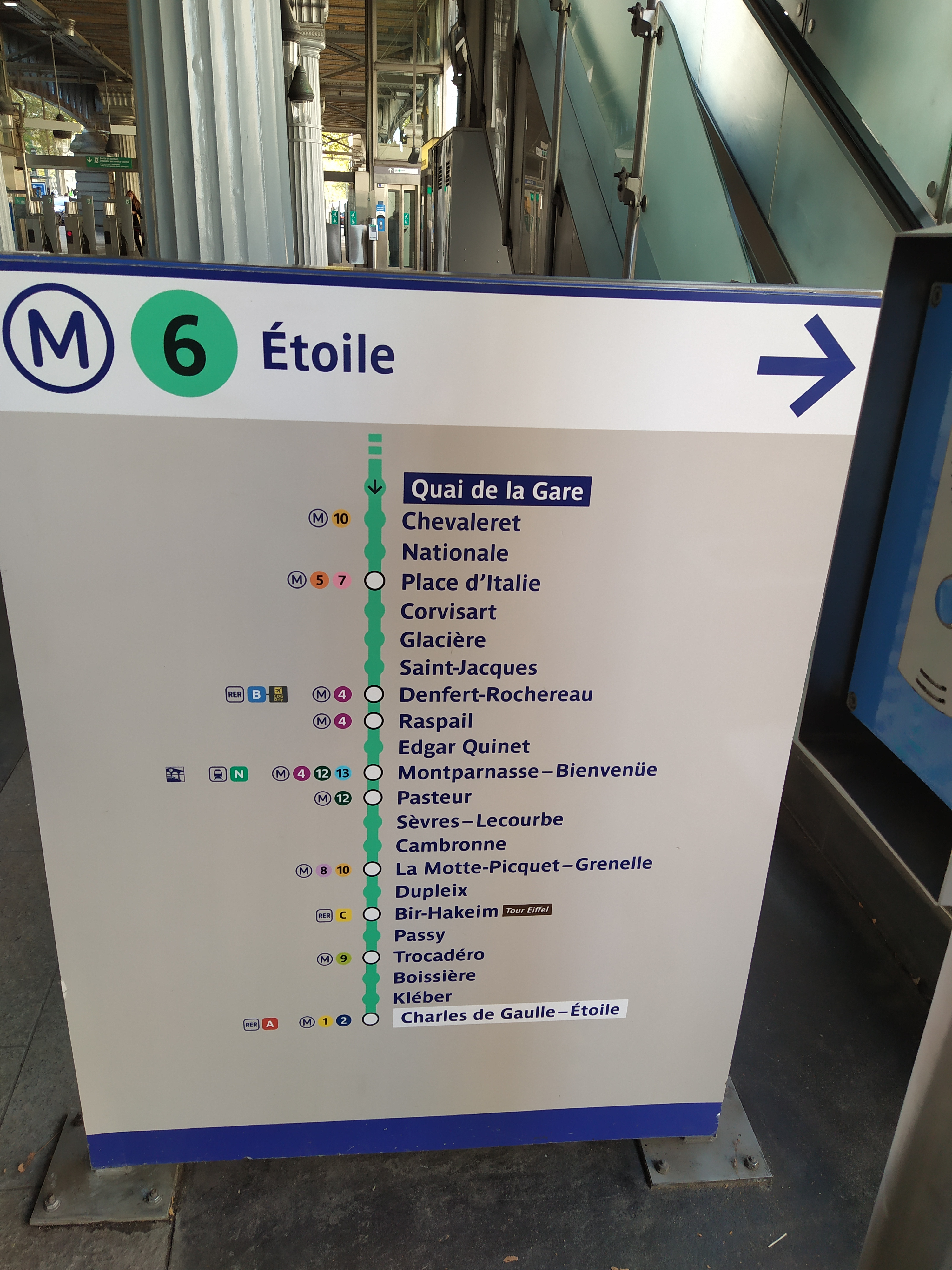
À la station Quai de la Gare, une plaque dévoilait en octobre 2022 une correspondance avec la ligne 10 à Chevaleret.

Le tracé historique, défini par l'étude Xelis de 2008-2011, prévoit un prolongement de 4 km environ de Paris (Gare d'Austerlitz) à Ivry-sur-Seine (Ivry - Gambetta) et offre des correspondances avec les lignes 6 et 14 du métro, le RER C et le tramway T3a, en plus du futur bus en site propre Tzen 5 et des autres bus. Les stations envisagées sont les suivantes, :
|  |   |  | Station                          | Communes       | Correspondances                        |
|  | - |  | -------------------------------- | -------------- | -------------------------------------- |
|  | • |  | Gare d'Austerlitz                | 5e, 13e        | TER Centre-Val de Loire grandes lignes |
|  | • |  | Chevaleret                       | 13e            | (M) · (6)                              |
|  | • |  | Bibliothèque François-Mitterrand | 13e            | envisagé : Tzen 5                      |
|  | • |  | Bruneseau                        | 13e            | envisagé : Tzen 5                      |
|  | • |  | Ivry Port - Nelson Mandela       | Ivry-sur-Seine |                                        |
|  | ■ |  | Ivry - Gambetta                  | Ivry-sur-Seine | envisagé : Tzen 5                      |

#### Phase 2 (après 2035): d'Ivry - Gambetta à la gare des Ardoines à Vitry-sur-Seine
Une étude de 2010 envisageait un prolongement ultérieur à la mairie de Vitry-sur-Seine et passant par la gare de Vitry-sur-Seine. En tout, ce prolongement à la mairie de Vitry prévoyait quatre stations.
Mais le principe retenu est celui d'un prolongement de 4 km environ de Ivry - Place Gambetta à la gare des Ardoines afin de desservir les zones en développement des Ardoines et de réaliser une correspondance avec la future ligne 15 du métro, la future ligne 5 du T Zen et la ligne C du RER en gare des Ardoines. Au vu de la longueur envisagée de ce second prolongement, des stations intermédiaires seraient très probablement créées, l'association La Grande 10 annonçant quatre nouvelles stations. Une telle « phase 2 » d'un prolongement à l'est n'est pas étudiée de manière active aujourd'hui.

### Prolongement à l'ouest
En 2006, une liste des projets de transports en commun dans le centre de la région Île-de-France, établie par l'Atelier parisien d'urbanisme (Apur), comprend notamment, sous le no a18, le projet de prolonger la ligne 10 dans une première phase de Boulogne - Pont de Saint-Cloud à la gare de Saint-Cloud, via une station intermédiaire à Parc de Saint-Cloud, soit environ un kilomètre au total. La ligne 10 serait ainsi en correspondance avec le tramway de la ligne T2 à Parc de Saint-Cloud et avec le réseau Transilien de Paris-St-Lazare à la gare de Saint-Cloud.
Ce prolongement vers l'ouest n'est pas inscrit au SDRIF adopté en 2008. Son sort pourrait être lié à la réalisation de la branche sud-ouest du métro automatique circulaire Grand Paris Express (ligne 15).
Le 16 décembre 2010, le conseil municipal de Saint-Cloud demande que la question du prolongement de la ligne 10 vers Saint-Cloud soit étudiée dans le cadre du débat sur le Grand Paris.
|  |   |  | Station                                       | Commune              | Correspondances       |
|  | - |  | --------------------------------------------- | -------------------- | --------------------- |
|  | • |  | Boulogne - Pont de Saint-Cloud Rhin et Danube | Boulogne-Billancourt | (à distance)          |
|  | • |  | Parc de Saint-Cloud                           | Saint-Cloud          | (T) · (2)             |
|  | ■ |  | Saint-Cloud                                   | Saint-Cloud          | existant : envisagé : |

### Renouvellement de la signalisation ferroviaire
Dans les années 2020, après acquisition des nouveaux trains MF 19, la ligne devrait être équipée d'OCTYS, le pilotage automatique niveau 1, prédisposé pour évoluer en niveau 2, également en service sur les lignes 3, 5, 6 et 9, marché qui concerne aussi les lignes 3 bis et 7 bis. Le 6 mai 2021, la RATP choisit Alstom pour automatiser la ligne 10 avec le système i-CBTC, nommé OCTYS pour une pose entre 2024 et 2026 correspondant à la livraison des MF 19.

## Tourisme

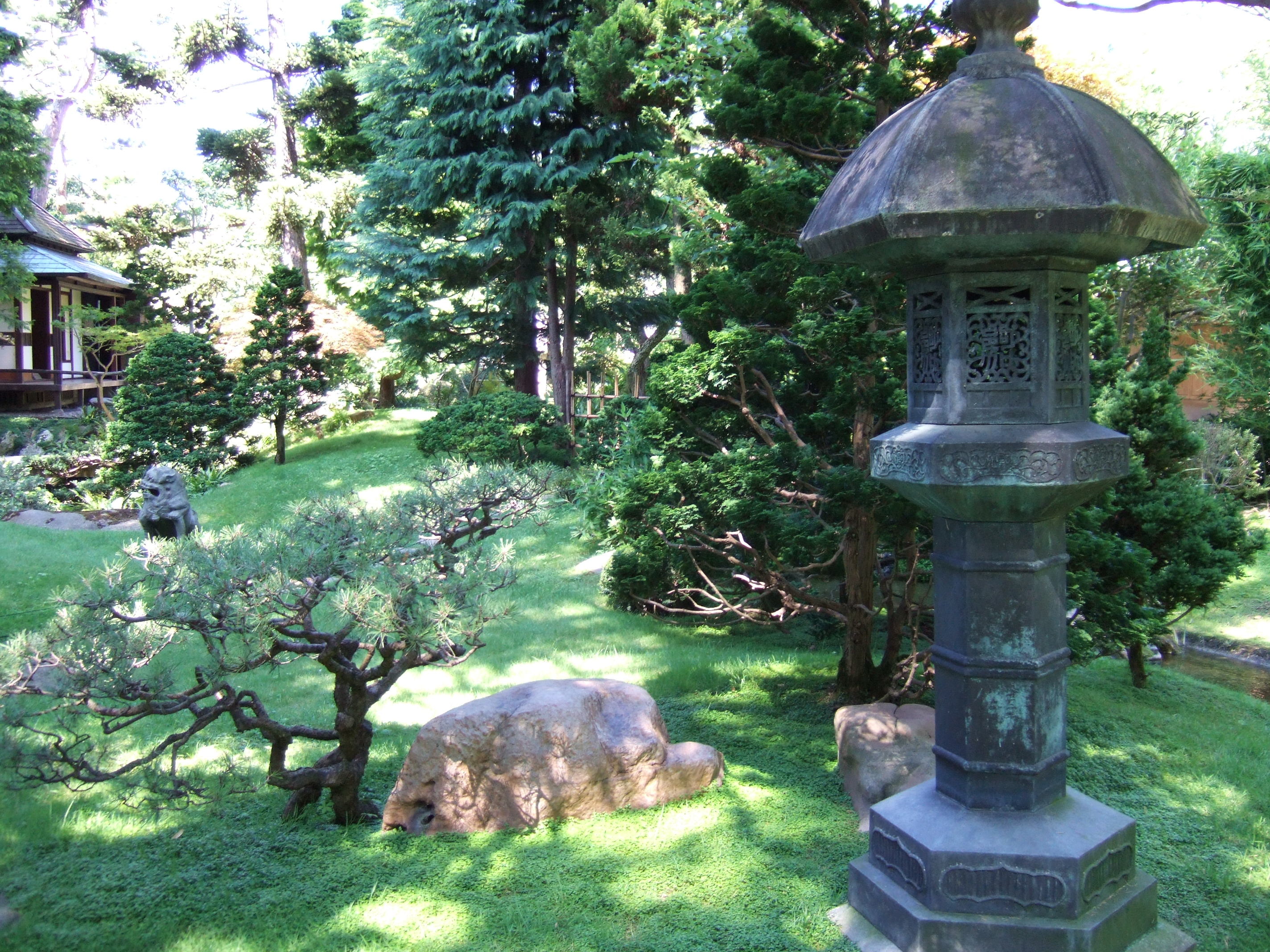
Jardin japonais du musée Albert-Kahn à Boulogne-Billancourt.

La ligne 10 est, de par son tracé, limitée au sud de la capitale et, liant un faible nombre de pôles animés, peu empruntée par les Parisiens. Hormis la section orientale de Gare d'Austerlitz à Duroc, sa fréquentation est assez peu soutenue. Elle est en revanche particulièrement fréquentée par les étudiants, car elle permet de rejoindre d'importants pôles universitaires, comme le campus de Jussieu, la Sorbonne ou Sciences Po par exemple.
La ligne dessert plusieurs lieux touristiques importants de Paris et de sa proche banlieue ouest :
- le parc de Saint-Cloud et le jardin et musée départemental Albert-Kahn à Boulogne-Billancourt (Boulogne - Pont de Saint-Cloud) ;
- le jardin des serres d'Auteuil, l'hippodrome d'Auteuil, le stade Jean-Bouin, le stade Roland-Garros et le parc des Princes (Porte d'Auteuil) ;
- le quartier Saint-Germain-des-Prés et le Théâtre de l'Odéon (Mabillon et Odéon) ;
- le quartier de l'Odéon et Théâtre de l'Odéon (Odéon);
- les Thermes de Cluny, le Musée national du Moyen Âge et le quartier Latin (Cluny - La Sorbonne, Maubert - Mutualité et Cardinal Lemoine) ;
- la gare d'Austerlitz, le Jardin des plantes et le Muséum national d'histoire naturelle (Gare d'Austerlitz).